# ČKDタトラ
ČKDタトラ（チェコ語: ČKD Tatra）は、かつてチェコスロバキア（現：チェコ）の首都・プラハに工場を有していた鉄道車両メーカー。1852年に設立されたリングホッファー工場（Ringhofferovy závody）が基になっており、第二次世界大戦後の社会主義時代から2000年の破産まで、タトラカーと呼ばれる高性能の路面電車車両を世界各地へ向けて大量生産していた事で知られている。この項目では、同社がプラハのスミーホフ地区に有していた工場を中心に解説する。

## 歴史

### リングホッファー工場
19世紀後半、産業革命を受けてヨーロッパ各国には工業製品を製造するための企業や工場が次々に設立されていた。その中の1つが、ドイツ出身のフランティシェク・リングホッファーII世（František Ringhoffer II.）によって1852年に設立され、1854年から操業が始まったプラハのスミーホフ地区の鉄道車両工場・リングホッファー工場（Ringhofferovy závody）であった。製造は貨車から始まり、1857年からは客車など旅客車両が、そして1876年からは馬車鉄道用の客車や路面電車など軌道交通向け車両の生産にも着手した。
工場は高い実績と共に拡張を続け、オーストリア＝ハンガリー帝国における最も重要な生産拠点の1つに成長した。1909年に父のリングホッファーIII世の死を受けて社長に就任したフランティシェク・リングホッファーIV世（František Ringhoffer IV.）によって1911年に工場はリングホッファー家による家族経営から株式会社に再編され、第一次世界大戦期には世界最大の客車・貨車の生産拠点となった。1918年にチェコスロバキアが成立して以降、リングホッファー工場はモラフスコスレズスカ・ヴァゴンカを始めとする同国各地の工業製品メーカーを吸収し、更に規模を拡大した。1936年には社名をタトラ山脈にちなんだリングホッファー・タトラ（Ringhoffer–Tatra）へ改めている。
リングホッファー家が所有していた時代に製造された代表的な車両には、オーストリア帝国皇帝のフランツ・ヨーゼフ1世やルーマニアの国王向けのお召し列車や、オスマン帝国のパシャ向けの高級客車などが挙げられる。また、地元のプラハ市電向けの車両についても1920年代の時点でそのほとんどがリングホッファー工場製で占められるようになっていた。

### タトラ国営工場→ČKDタトラ

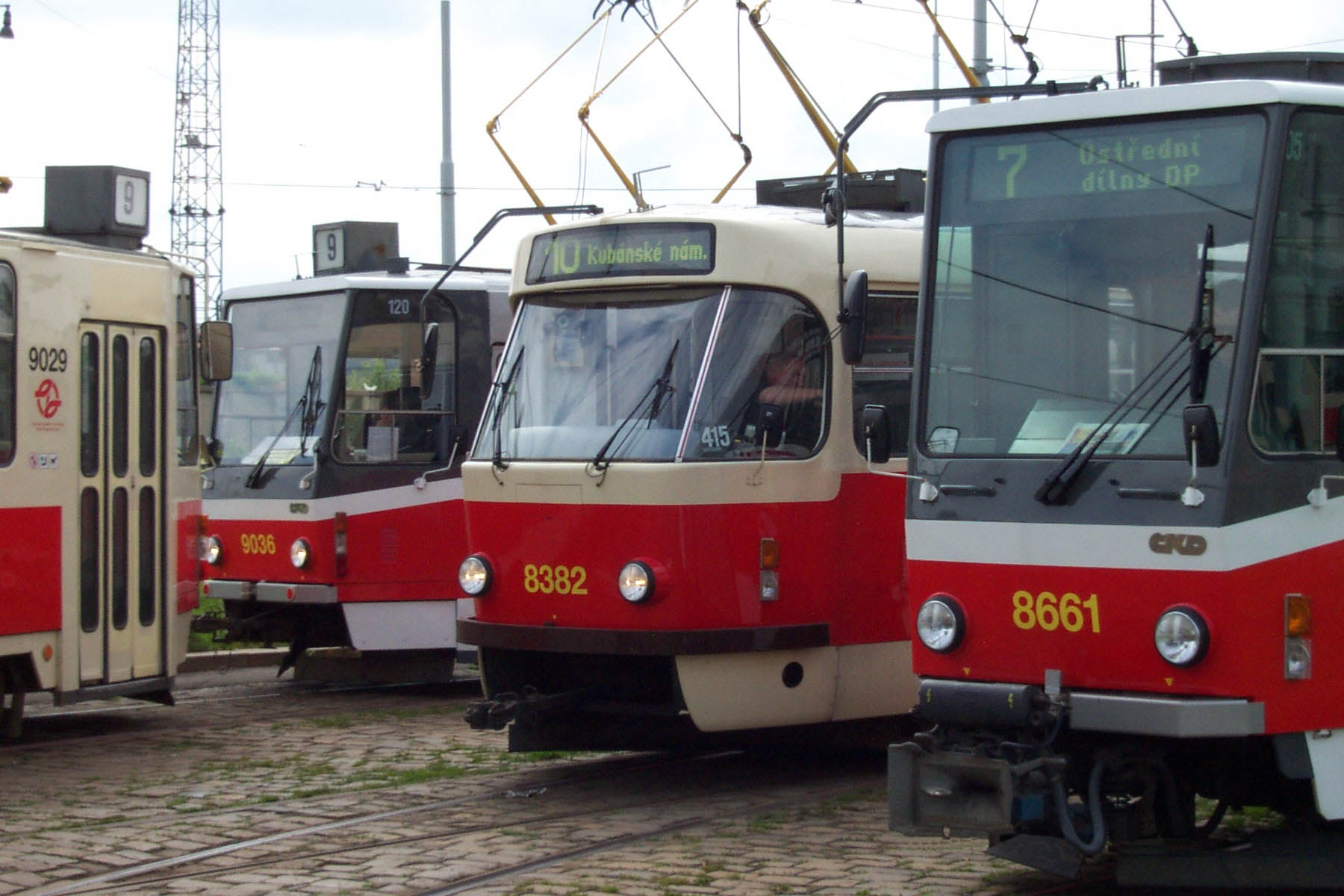
プラハ市電のタトラカー（2004年撮影）

第二次世界大戦を経てチェコスロバキアが東側諸国に属する社会主義国家へと変革される流れの中で、リングホッファー・タトラ社も国有企業となり、社名も「タトラ国営会社（národní podnik Tatra）」に変更された。設立当初はプラハに本社を置き国内各地に工場を所有する形で運営が行われていたが、1950年に再編が実施され、各工場が独立した国営企業として運営される事となり、スミーホフに存在した工場についても「タトラ国営会社スミーホフ工場（Vagónka Tatra Smíchov）」と言う社名に改められた。その後1958年にこれらの工場は再度スチューデンカに拠点を置くタトラ国営企業協会に纏められたが、スミーホフ工場については1963年に同じく国営の鉄道車両生産企業であったČKD社の一部門となり、社名も「ČKDタトラ（ČKD Tatra）」となった。
国営化後の生産の主力となったのは、タトラカーとも呼ばれる一連の路面電車車両であった。これは1920年代にアメリカ合衆国で開発された高性能路面電車・PCCカーの技術をライセンス契約を結んだうえで導入した車両で、リングホッファー家が工場を所有していた1930年代の時点で製造が検討されていたものの、第二次世界大戦の影響を受けて契約が調印されたのは1948年5月、チェコスロバキアが社会主義体制へ移管する直前となった。その後、1951年から生産が開始されたタトラT1を皮切りに、スミーホフ工場（→ČKDタトラ）は経済相互援助会議（コメコン）の元で路面電車車両を東側諸国へ向けて生産する事となった。中でもタトラT3は13,000両を超える大量生産が実施された事で知られている。
また、タトラカー以外にも1950年代から1970年代までは客車やトロリーバスの生産も実施していた他、タトラ電鉄線に向けて420.95形電車の製造も行った。更に1970年代にはプラハ地下鉄の開通へ向けて小規格の地下鉄用電車であるタトラR1も開発したが、こちらは計画の変更により営業運転に使用される事は無かった。
1980年代には都市の中心部にあり施設の老朽化も懸念されていたスミーホフからズリチーンへの工場の移設および規模の拡張が計画され、1989年から操業が始まったが、本格的な生産が開始されたのは次項で述べる民主主義化やビロード離婚を経た1997年となった。ただしそれ以降もスミーホフ工場での路面電車車両の生産は継続された。

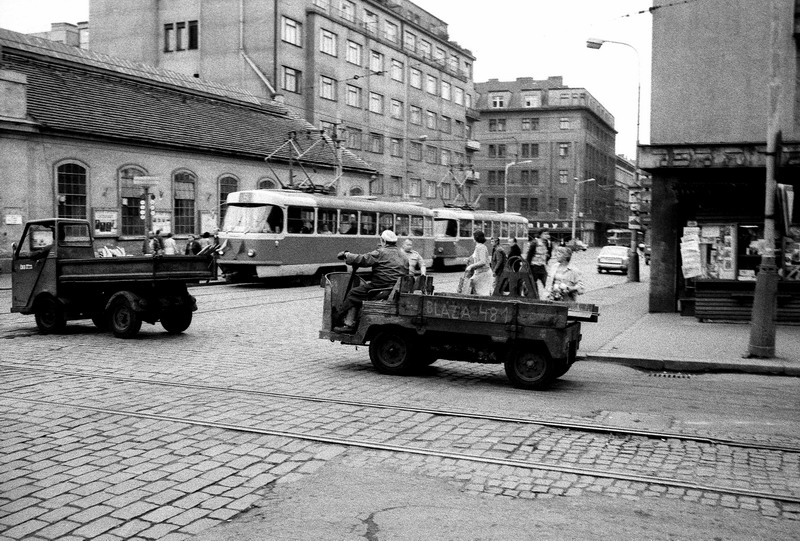
スミーホフ工場へ向かう専用線（手前）
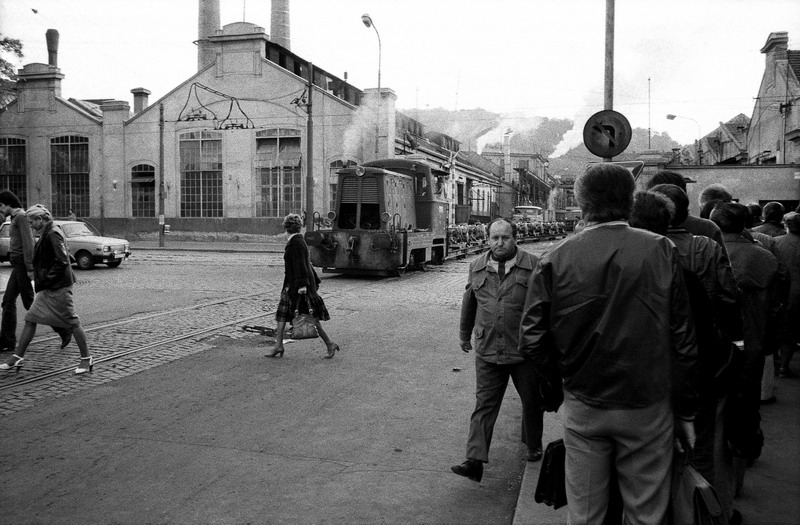
専用線を走るディーゼル機関車牽引の貨物列車
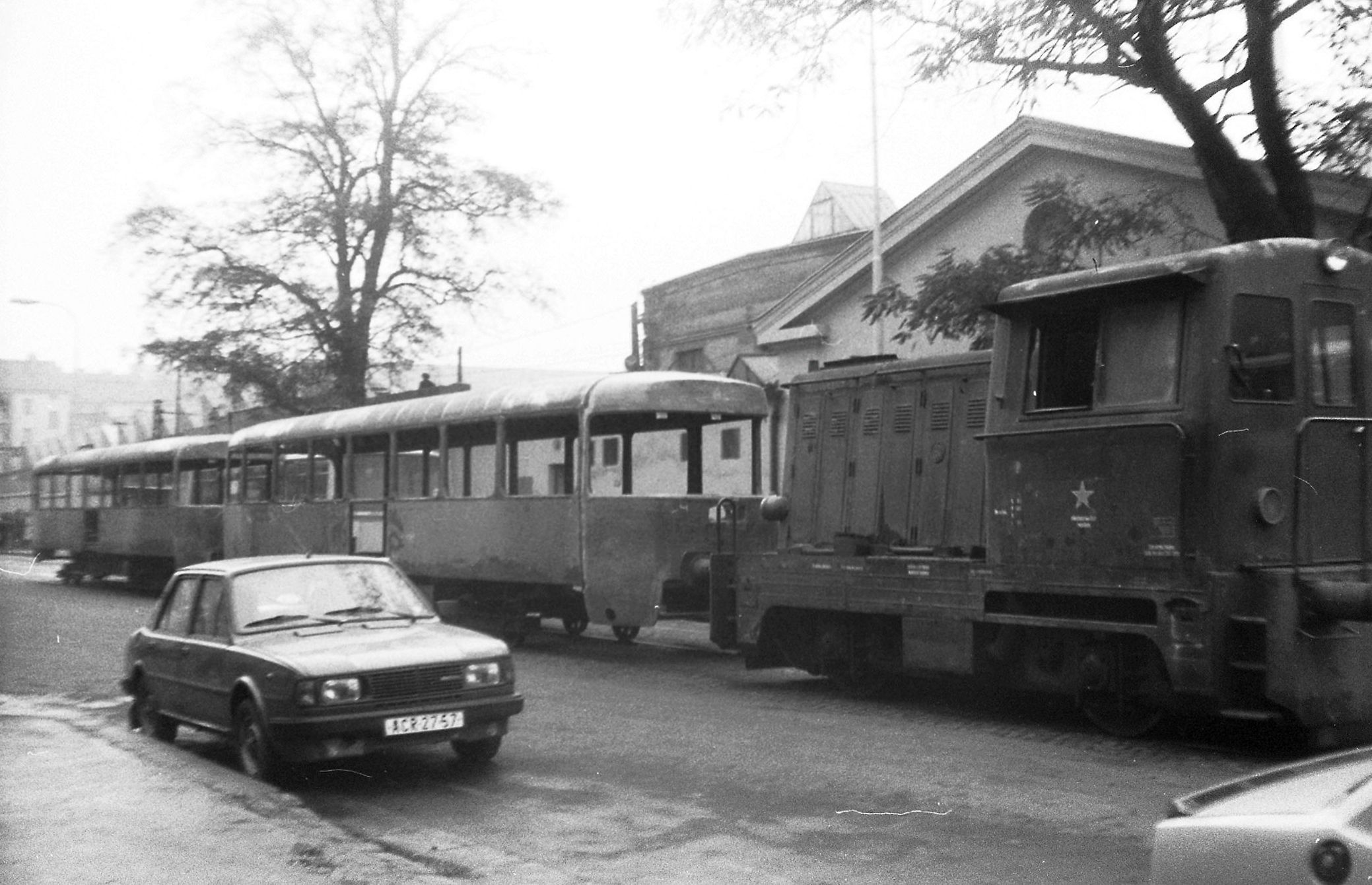
ディーゼル機関車に牽引される製造中の路面電車（タトラカー）の車体
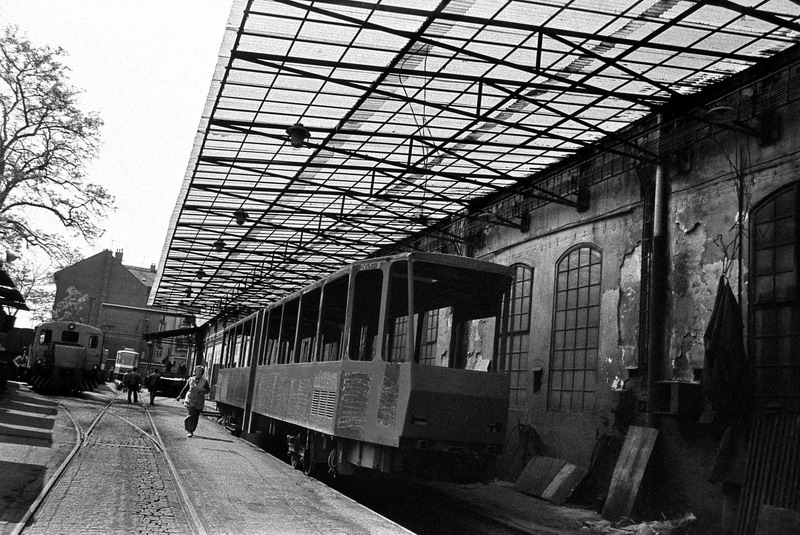
製造中の路面電車車両（タトラKT4）

### 民営化、ČKDの破産
チェコスロバキアの民主化（ビロード革命）やビロード離婚を経てチェコの民間企業となったČKDタトラでは、それ以前から製造が続いていた一連のタトラカーに加え、超低床電車の開発にも着手した。一方で前述したズリチーンへの生産拠点の移設に加え、ČKDグループ全体の再編により1997年からはČKDプラハホールディング（ČKD Praha Holding a.s.）に属する企業となった。
だが、民主化後はČKDグループ全体の需要が大幅に減少した他、超低床電車の故障頻発を始め品質面にも問題が多数浮上し、1999年には70億5千万コルナもの負債を抱える状態となり、従業員への賃金も支払えず労働団体による抗議運動が行われる事態となった。その結果同年にはチェコ政府の国営統合銀行（Česká konsolidační banka）が株の過半数を所有する救済措置が執られたが、経営が改善する事はなく2000年1月をもってČKDタトラを含むČKDグループは破産した。

### シーメンス時代、工場閉鎖後
破産後、ČKDグループが所有していた工場や車両のライセンスなど各種資産は、ドイツの重電メーカーであるシーメンスがチェコに設立した子会社のSKV（Společnost kolejových vozidel）へと7億5千万コルナで移管された。その後もスミーホフ工場やズリチーン工場の操業は続き、プラハ地下鉄向けのM1形電車の生産がČKDタトラ時代から継続して行われたが、スミーホフ工場は2002年に閉鎖された他、シーメンスによるチェコでの鉄道車両製造事業そのものが生産能力の整理の一環で終了する事となり、最後まで残ったズリチーン工場も2009年をもって閉鎖された。その後スミーホフ工場は解体され、跡地にはショッピングモールが建設されている。
一方、タトラカーを始めとした車両のライセンスについては2003年に実施された審査によってシーメンスからSKDトレード（SKD Trade）へと継承されており、以降同社は各種車両の修理部品の生産を継続して行っている。

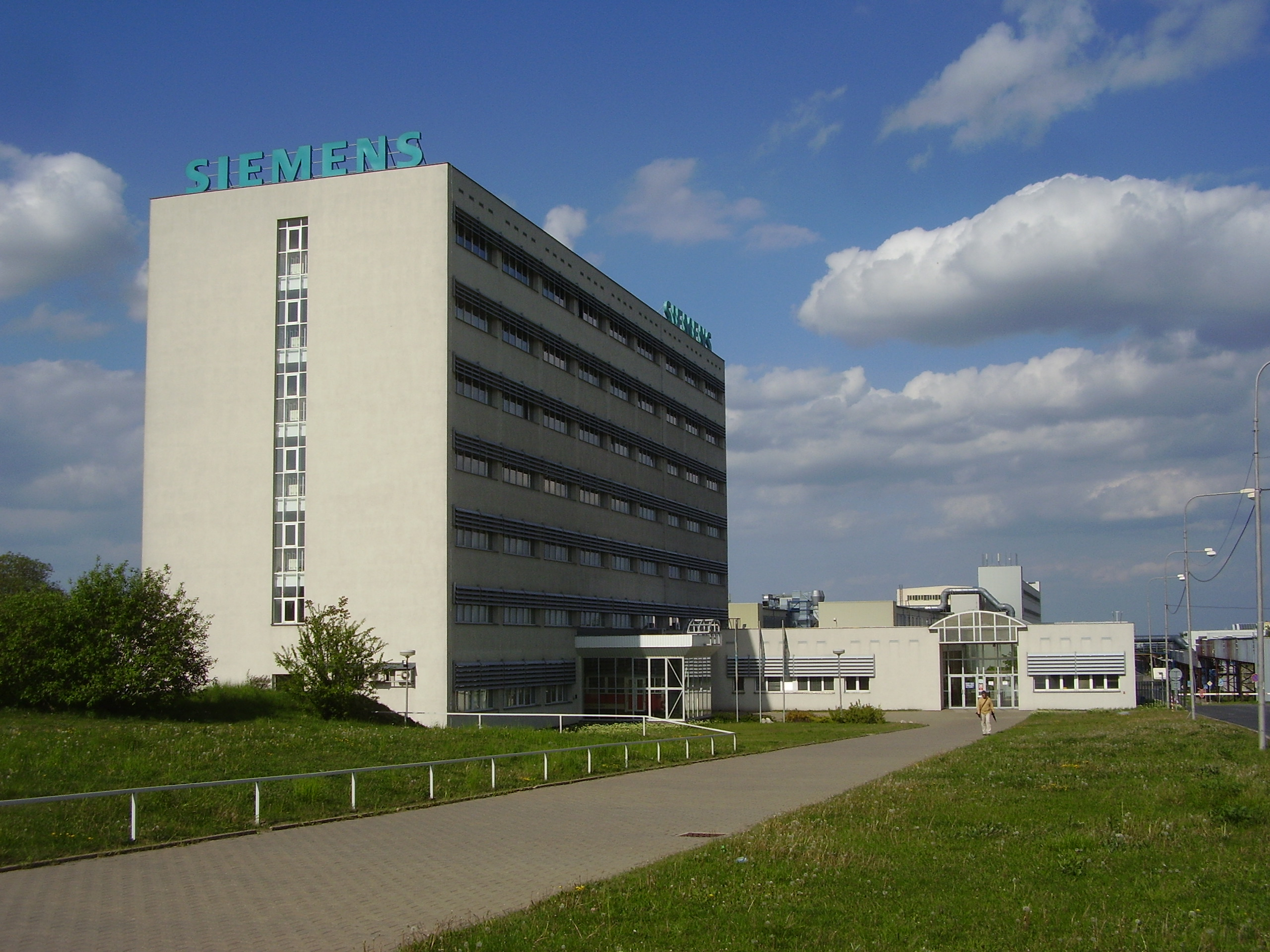
シーメンス時代のズリチーン工場（2009年撮影）
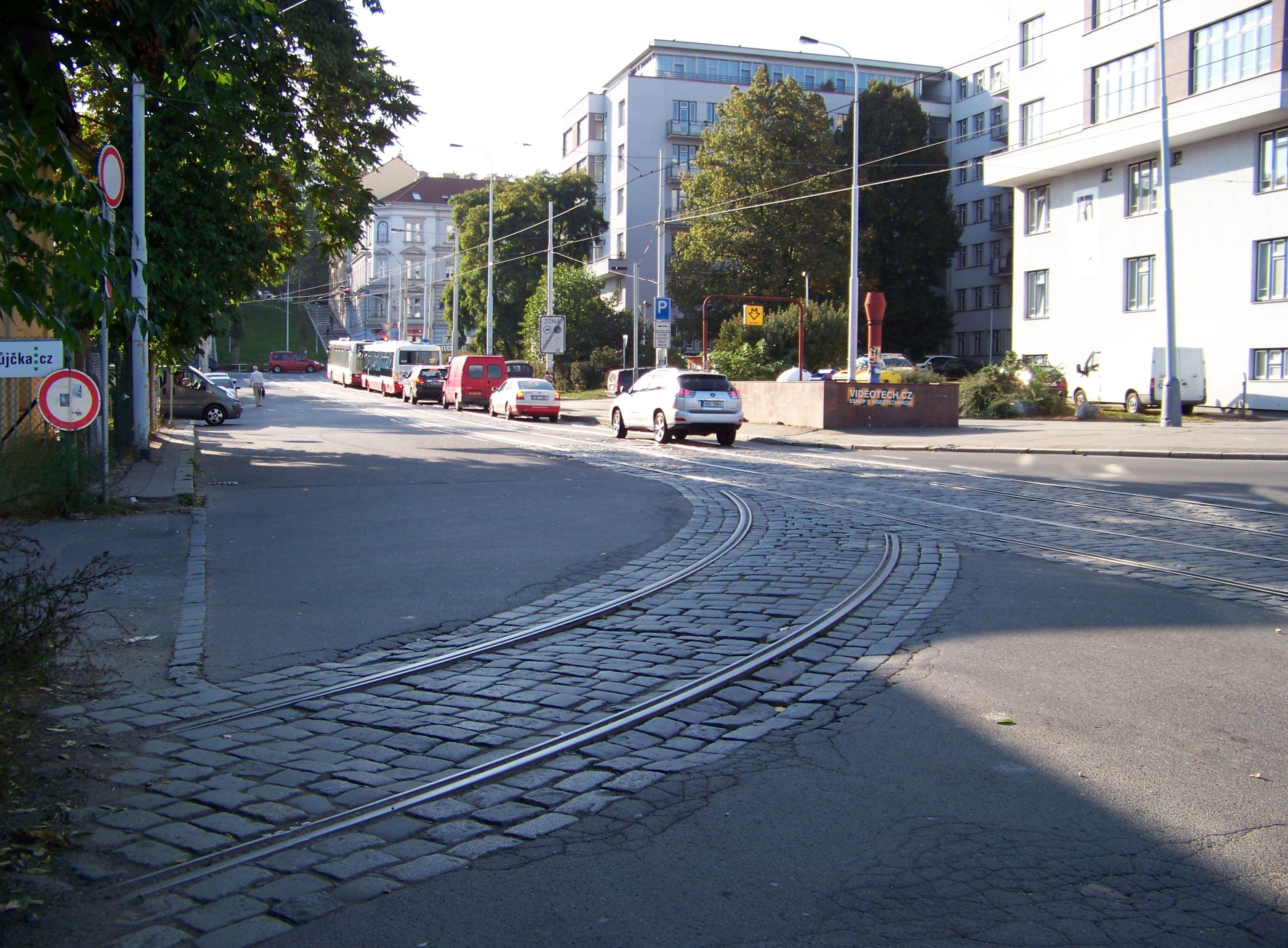
スミーホフ工場への専用線の廃線跡（2011年撮影）

## 主要製品

### リングホッファー時代

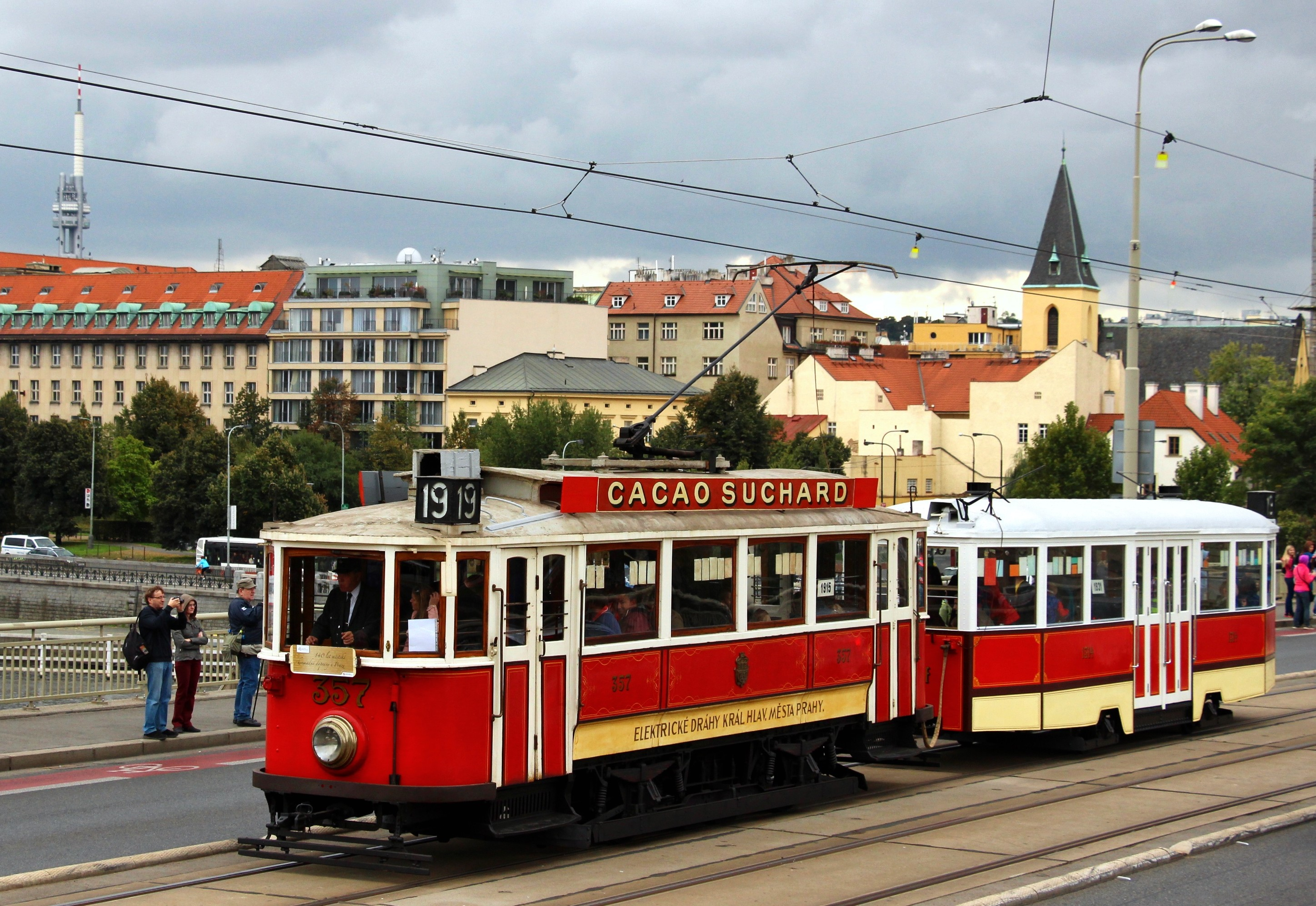
路面電車車両（プラハ市電）
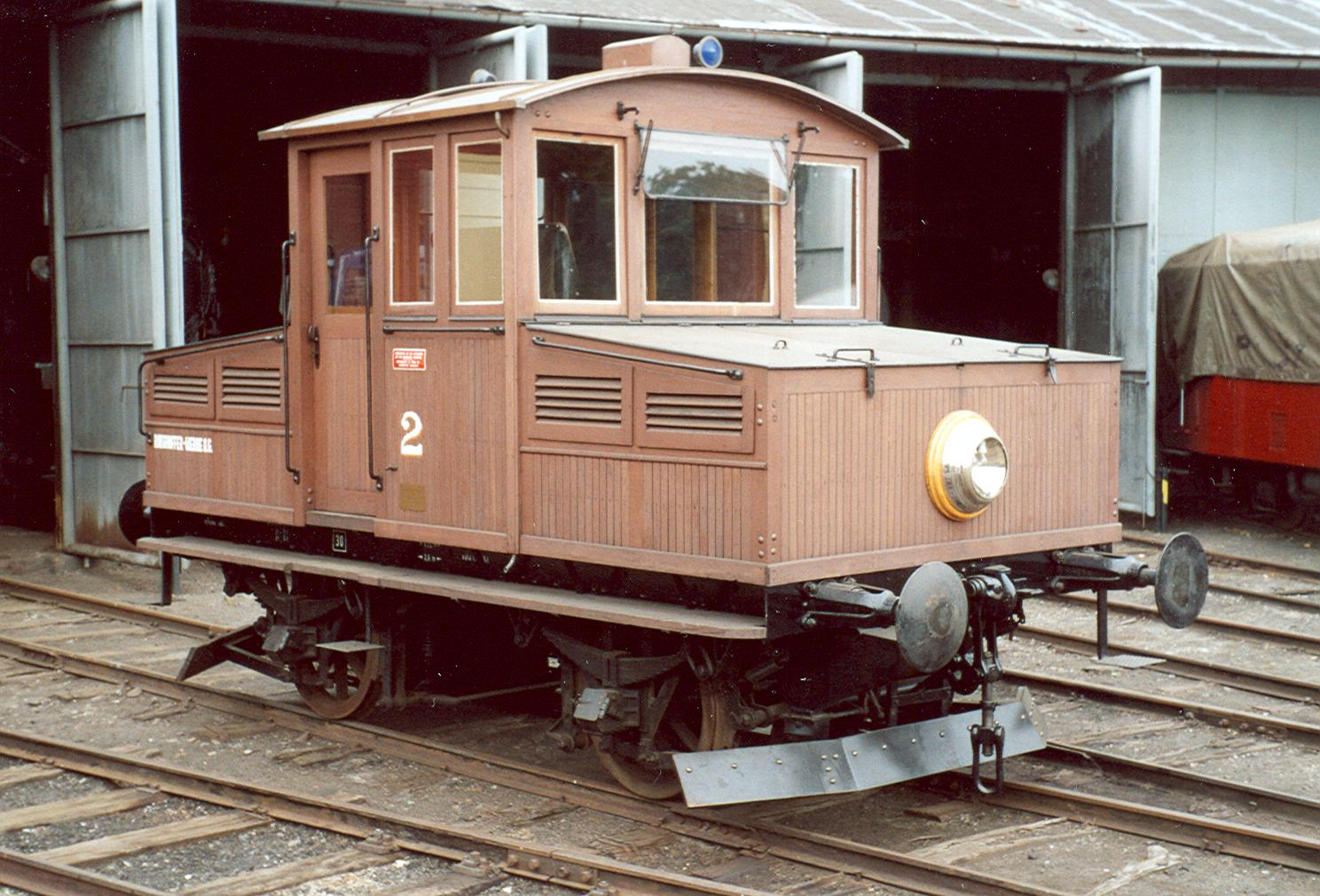
蓄電池機関車
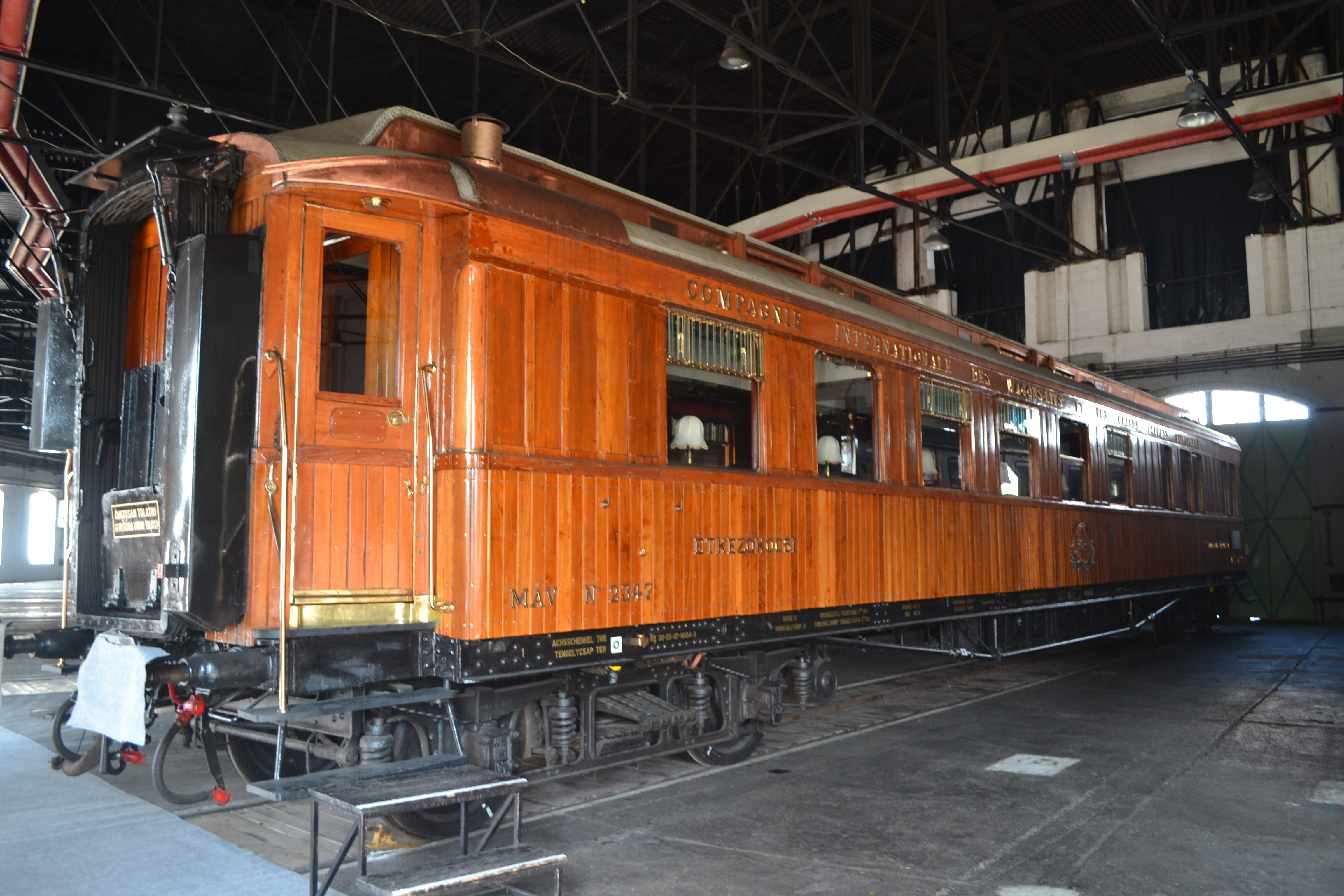
客車
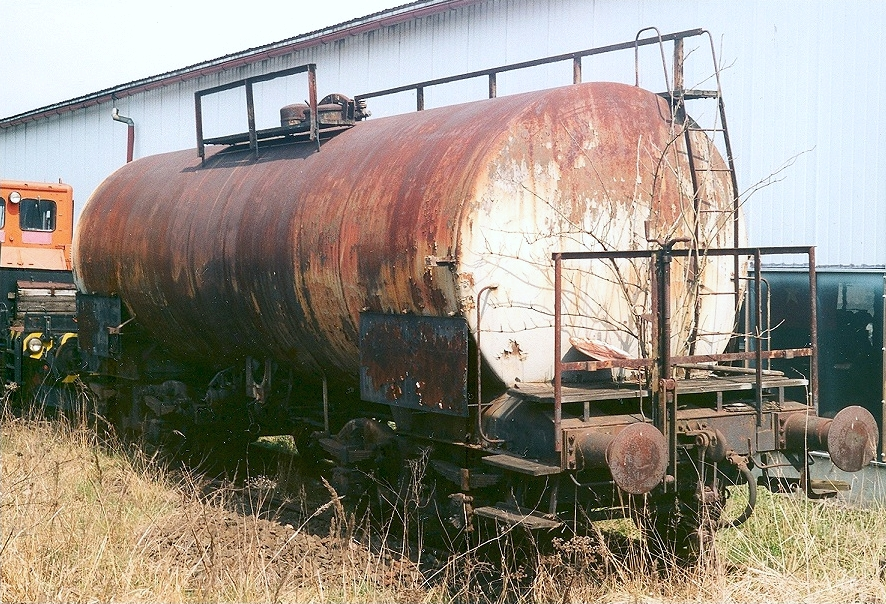
貨車

### タトラ国営会社→ČKDタトラ時代

#### タトラカー

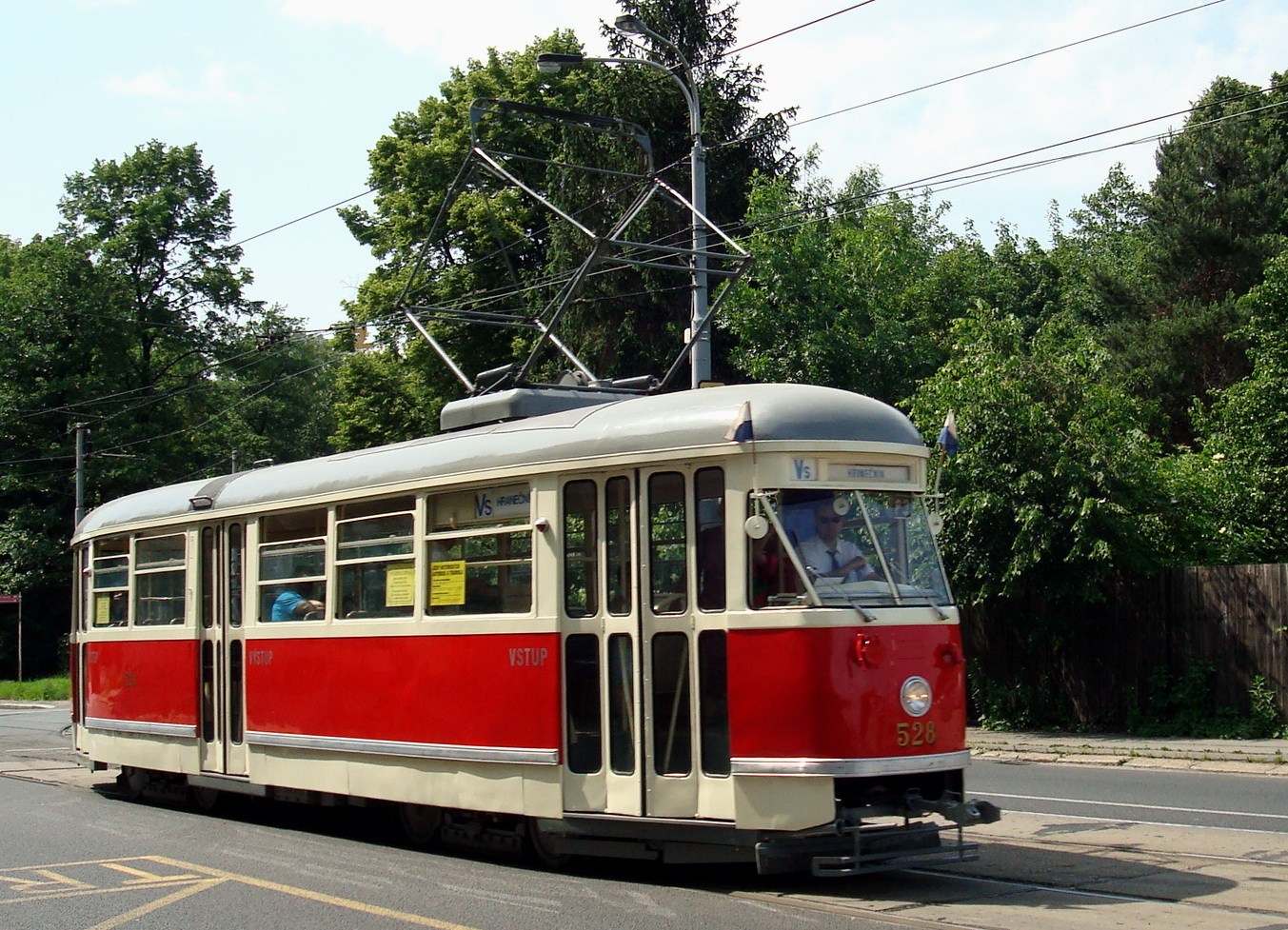
タトラT1
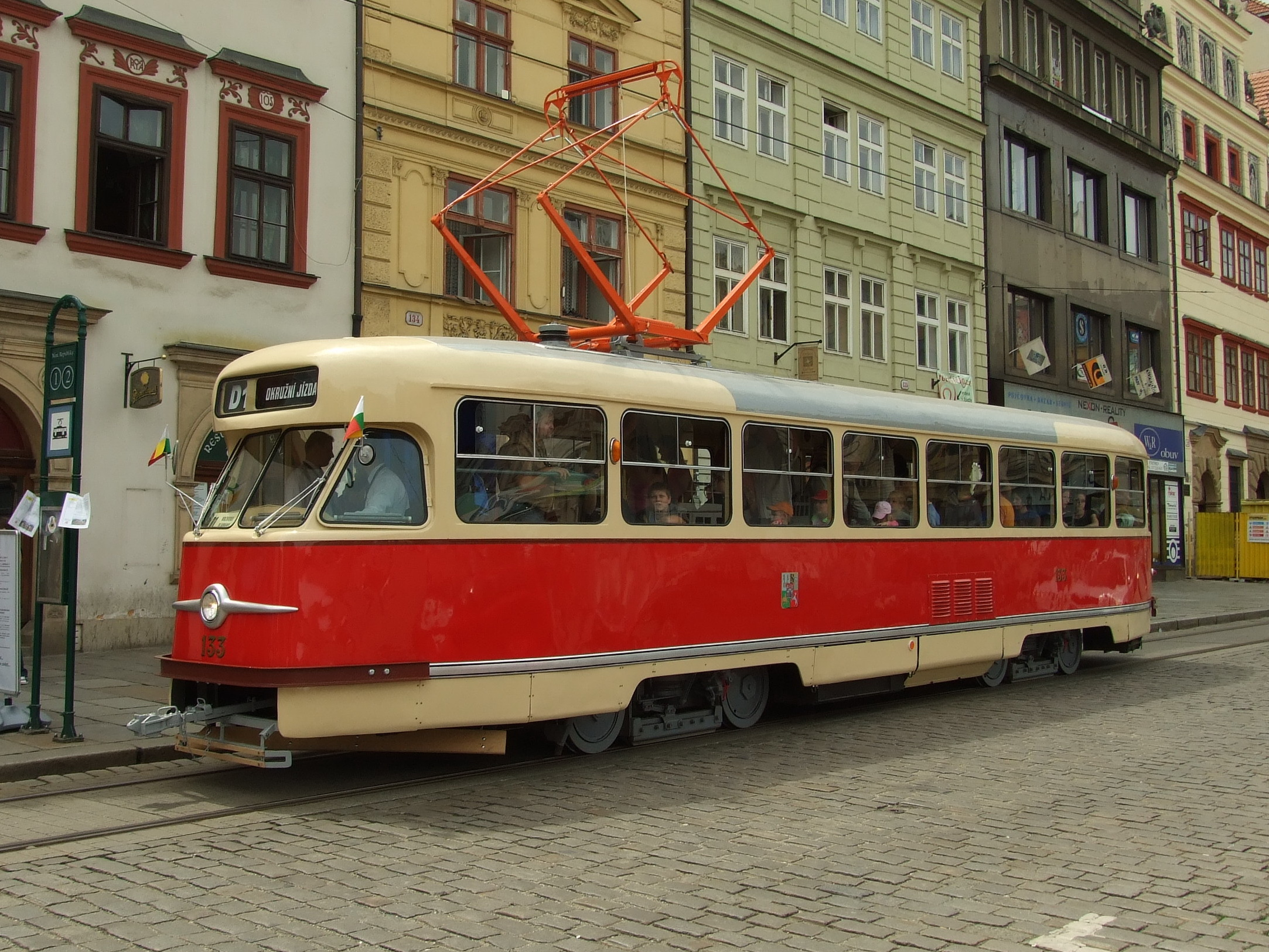
タトラT2
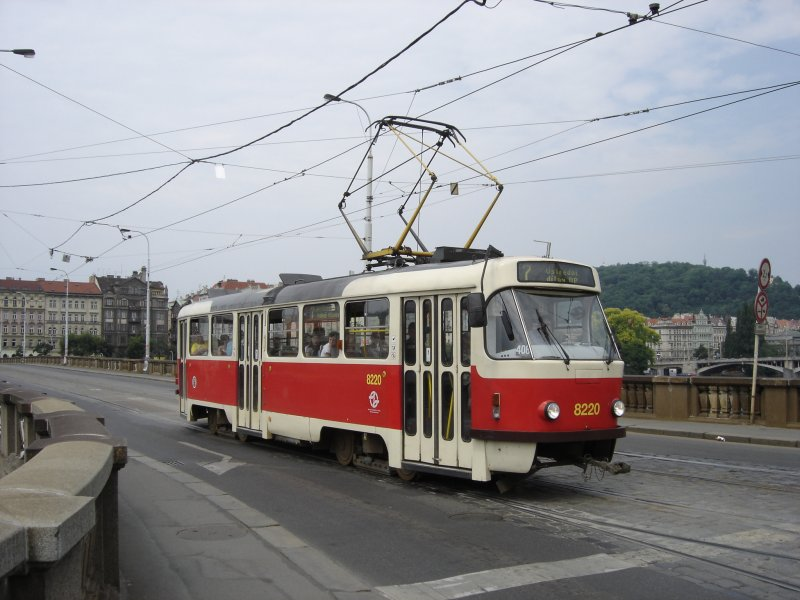
タトラT3
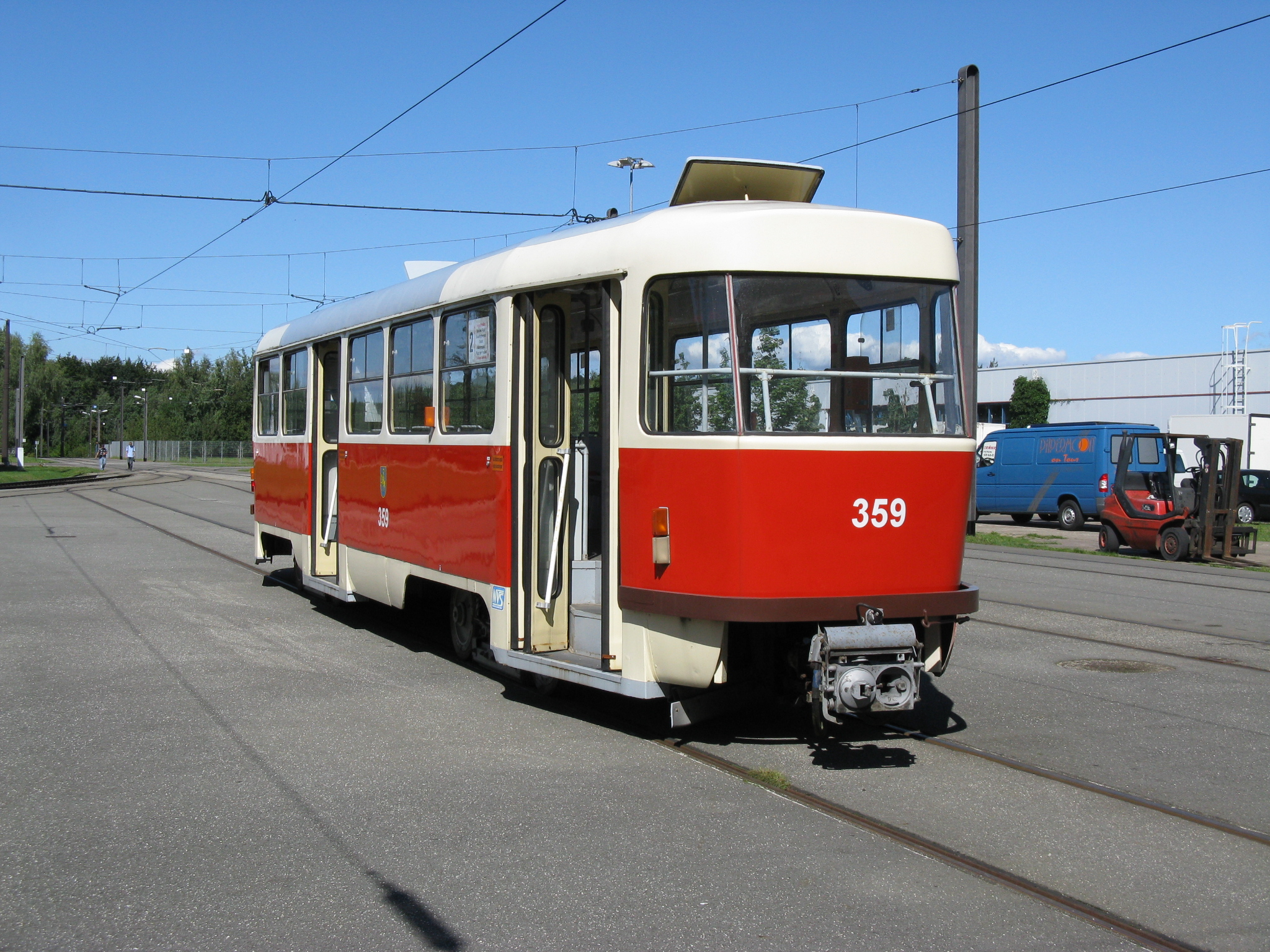
タトラB3
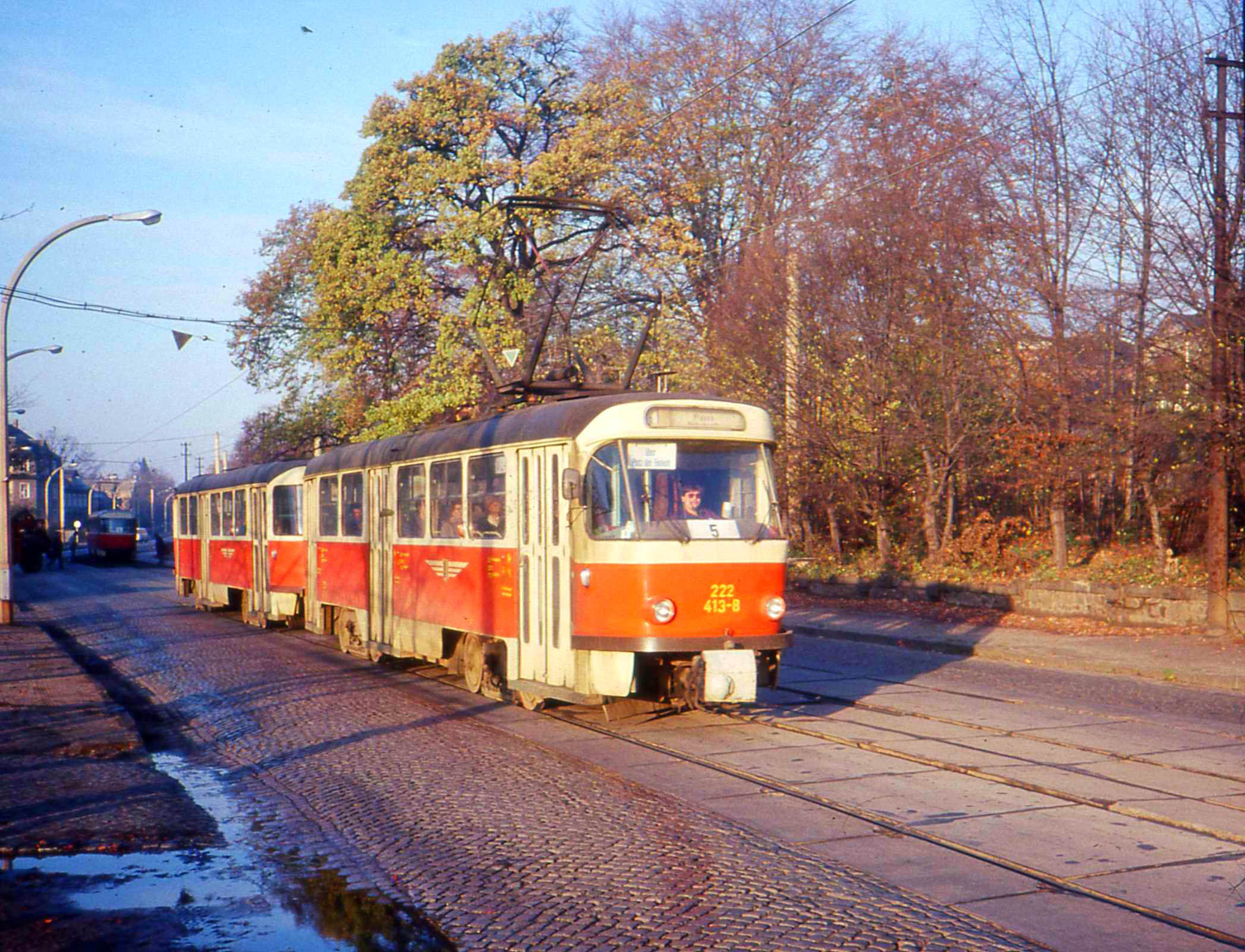
タトラT4 タトラB4
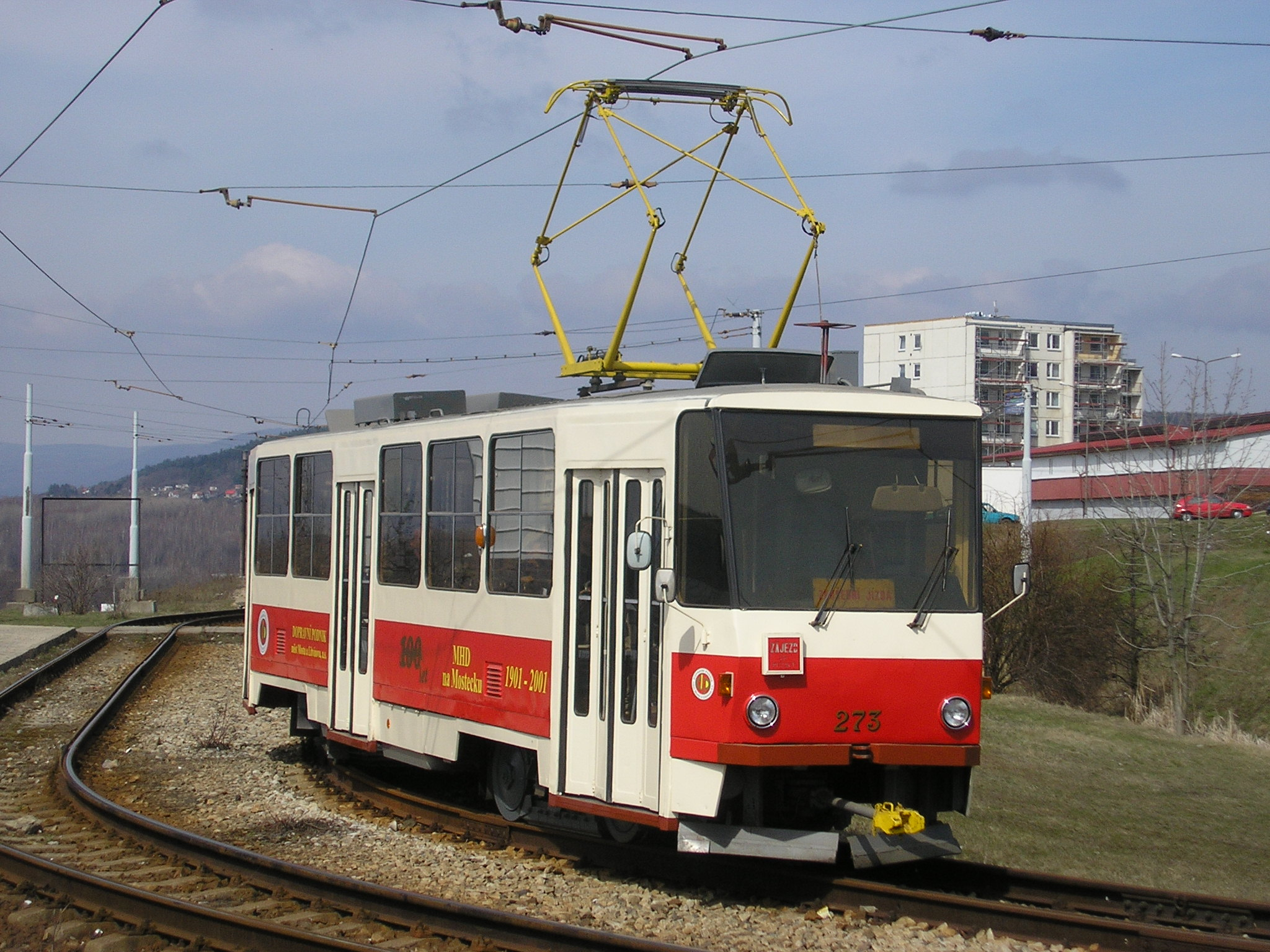
タトラT5（タトラT5B6）
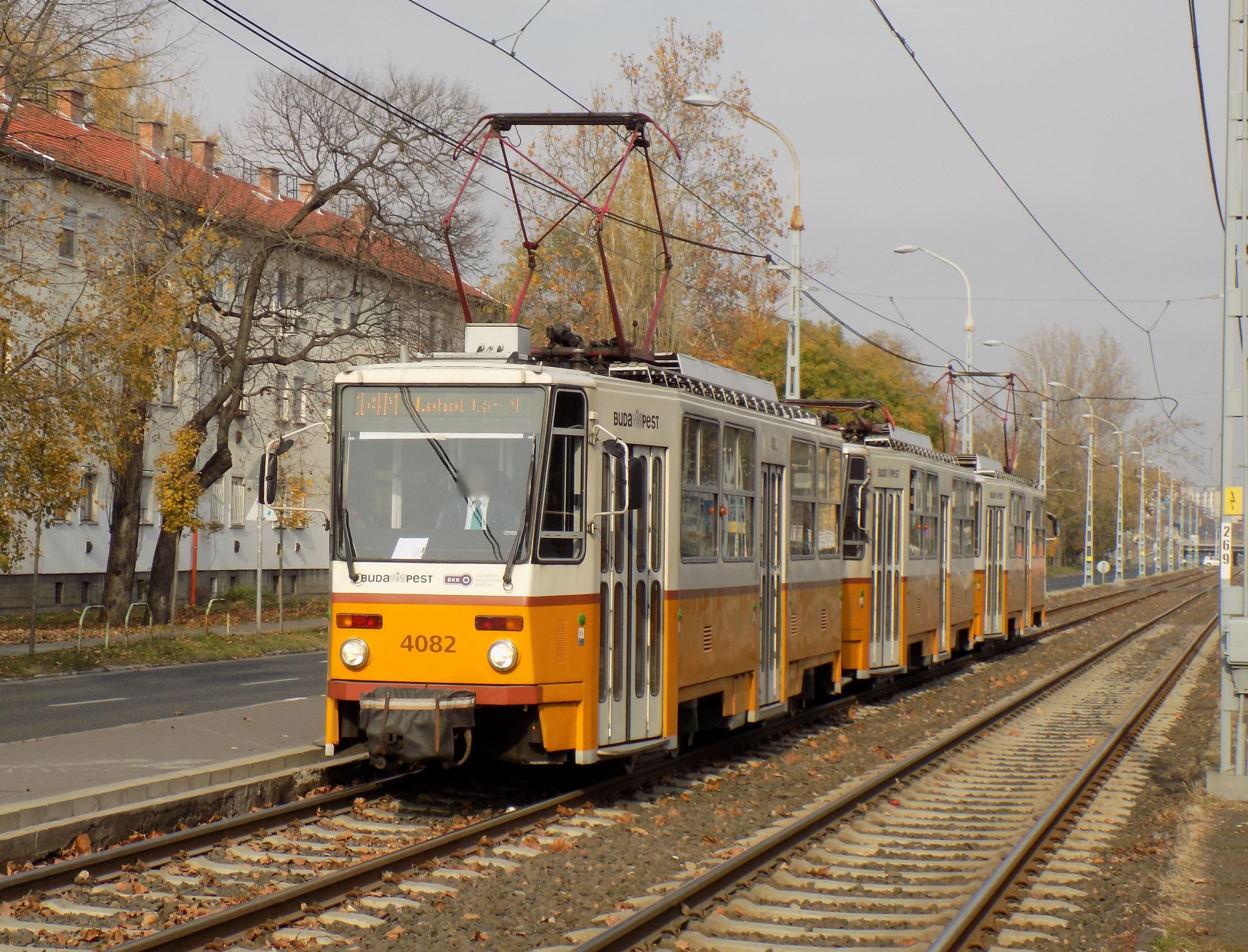
タトラT5（タトラT5C5）
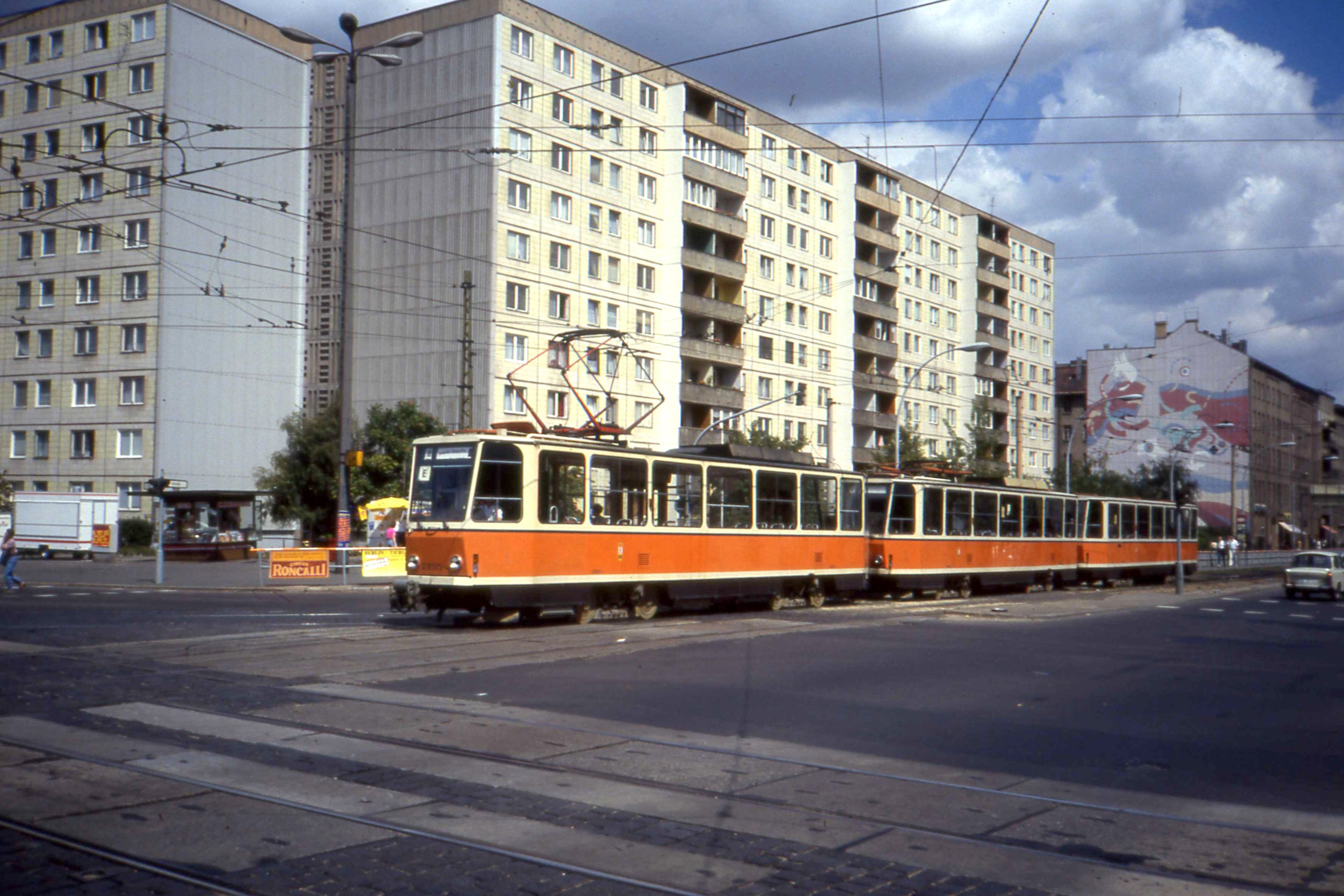
タトラT6（タトラT6A2） タトラT6（タトラB6A2）
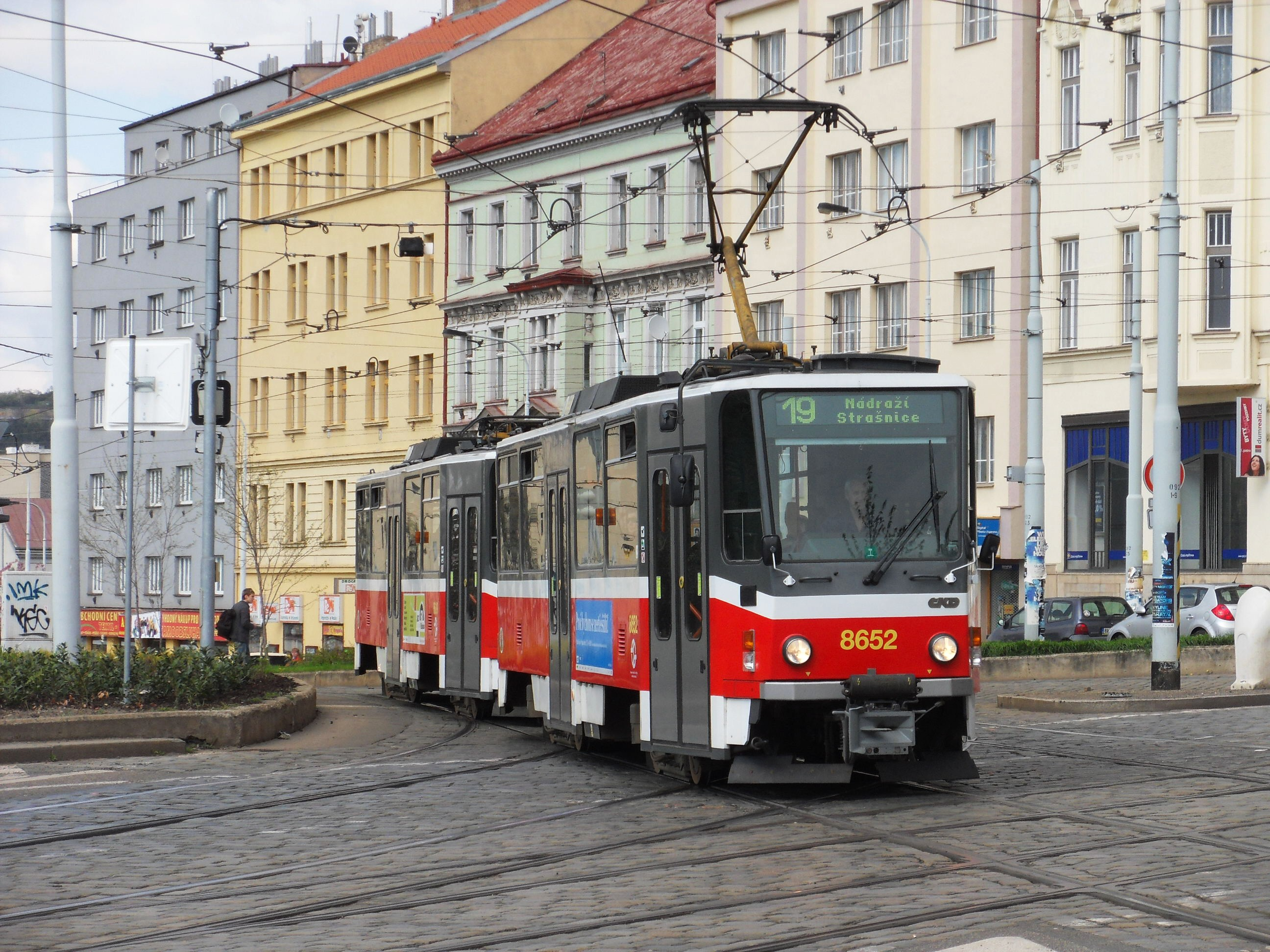
タトラT6（タトラT6A5）
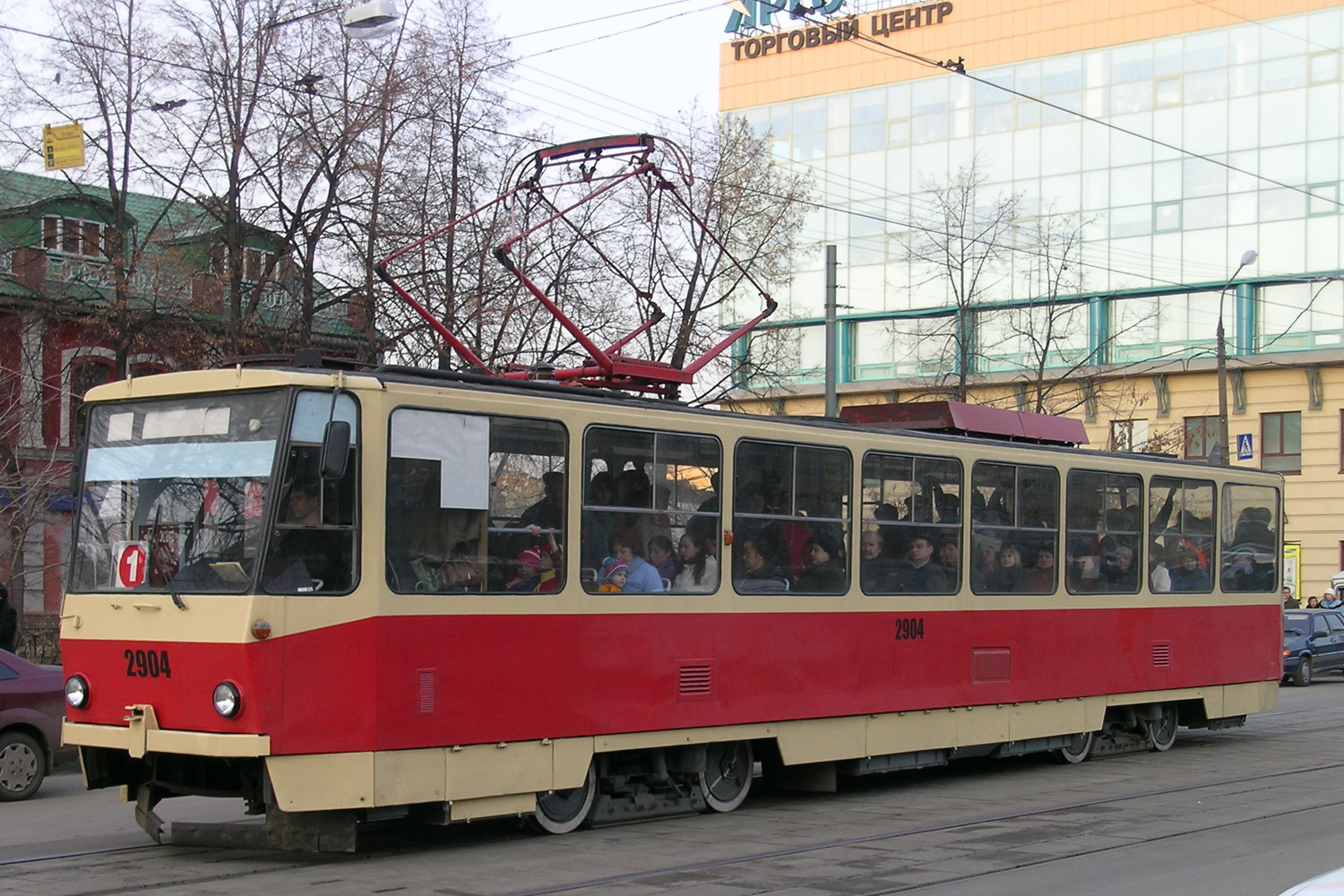
タトラT6（タトラT6B5）
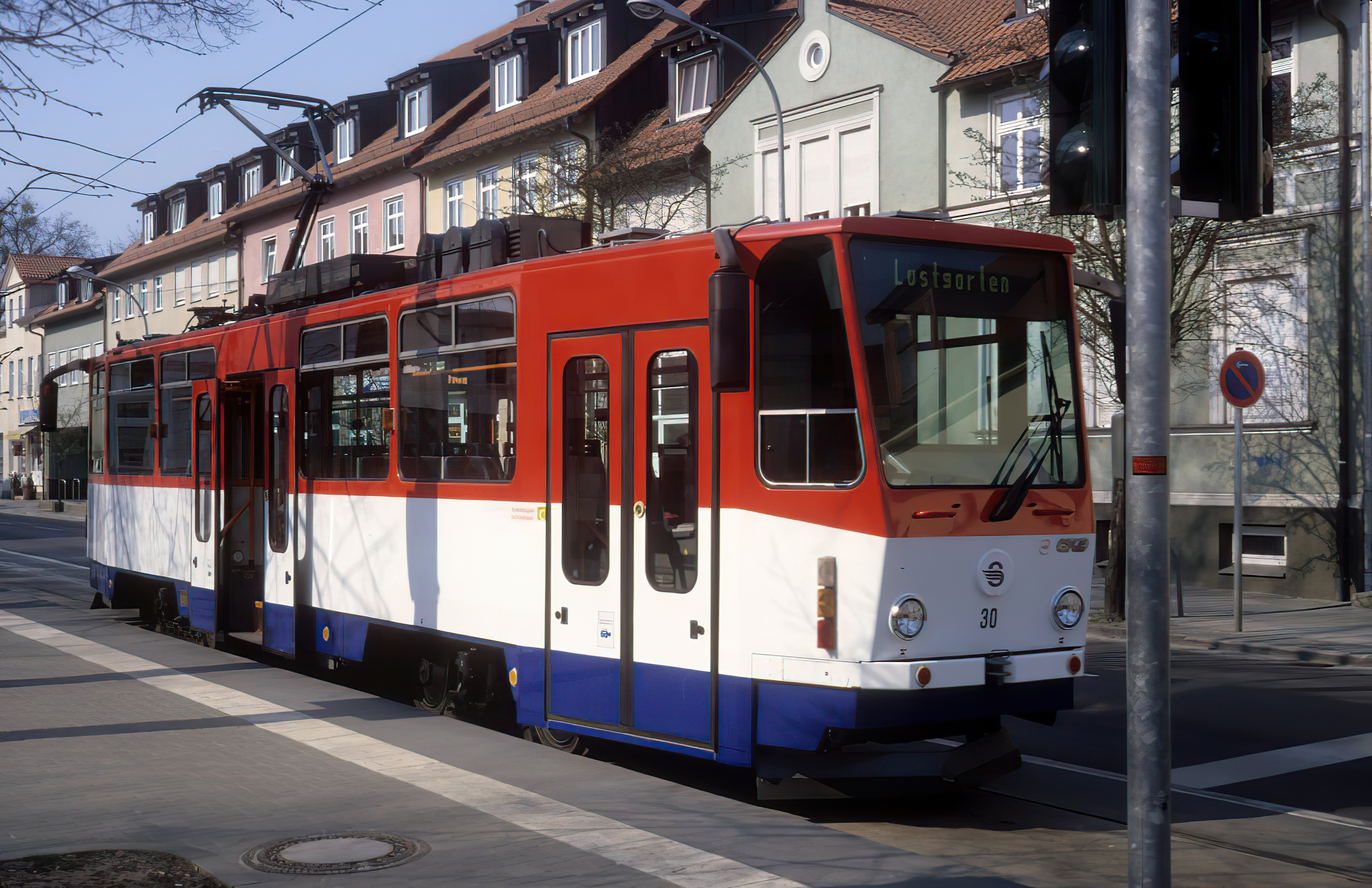
タトラT6（タトラT6C5）
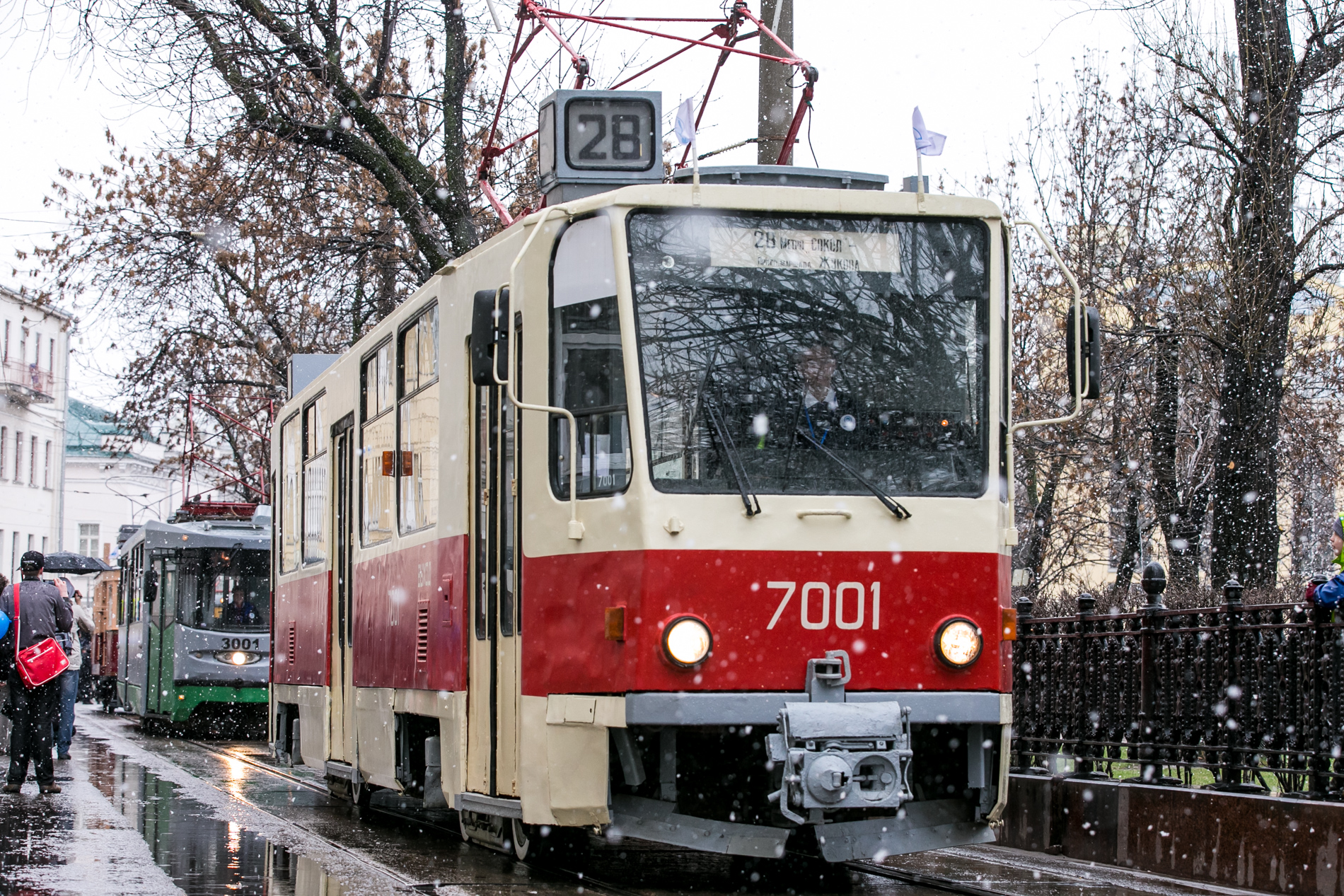
タトラT7（タトラT7B5）
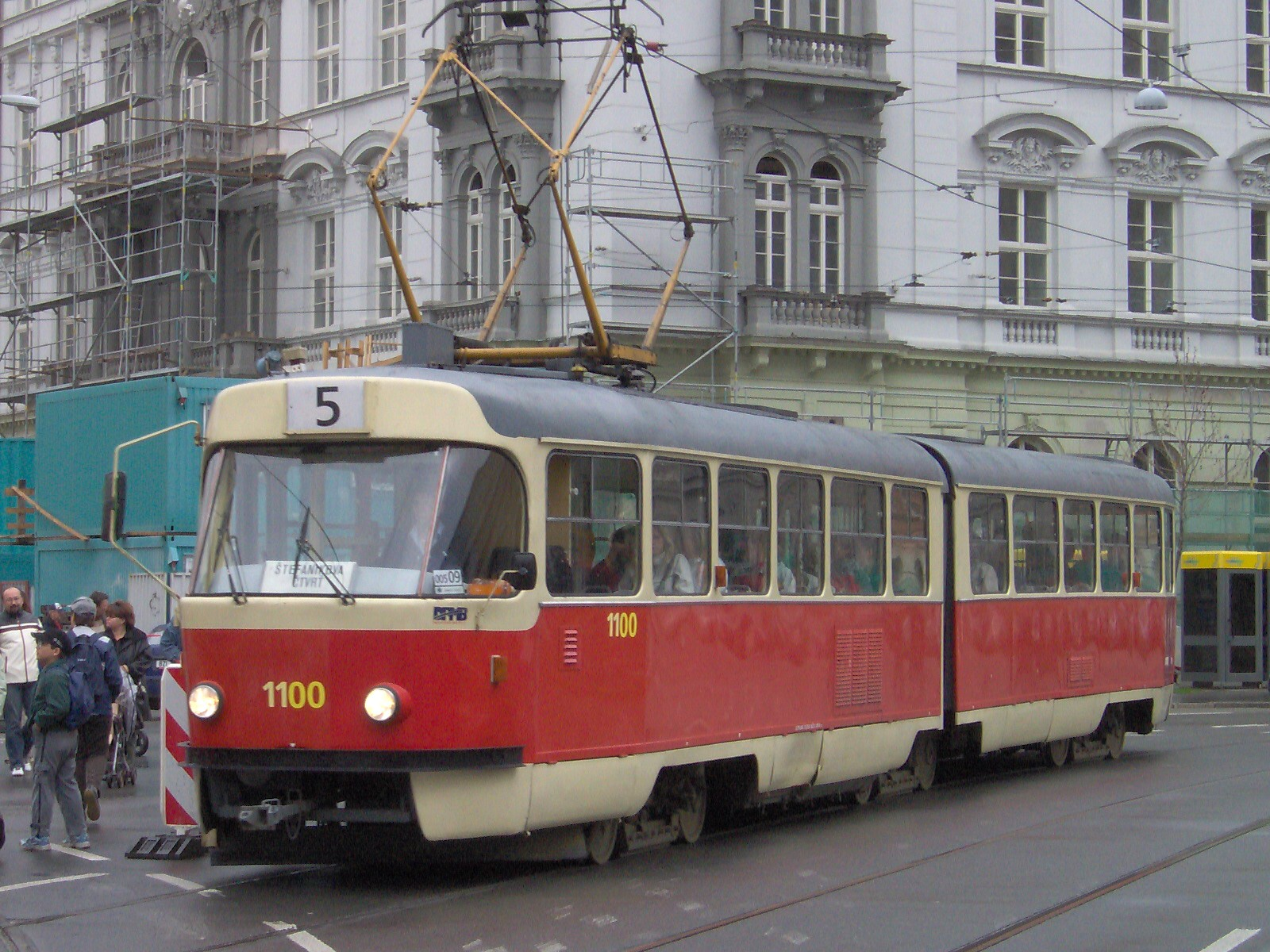
タトラK2
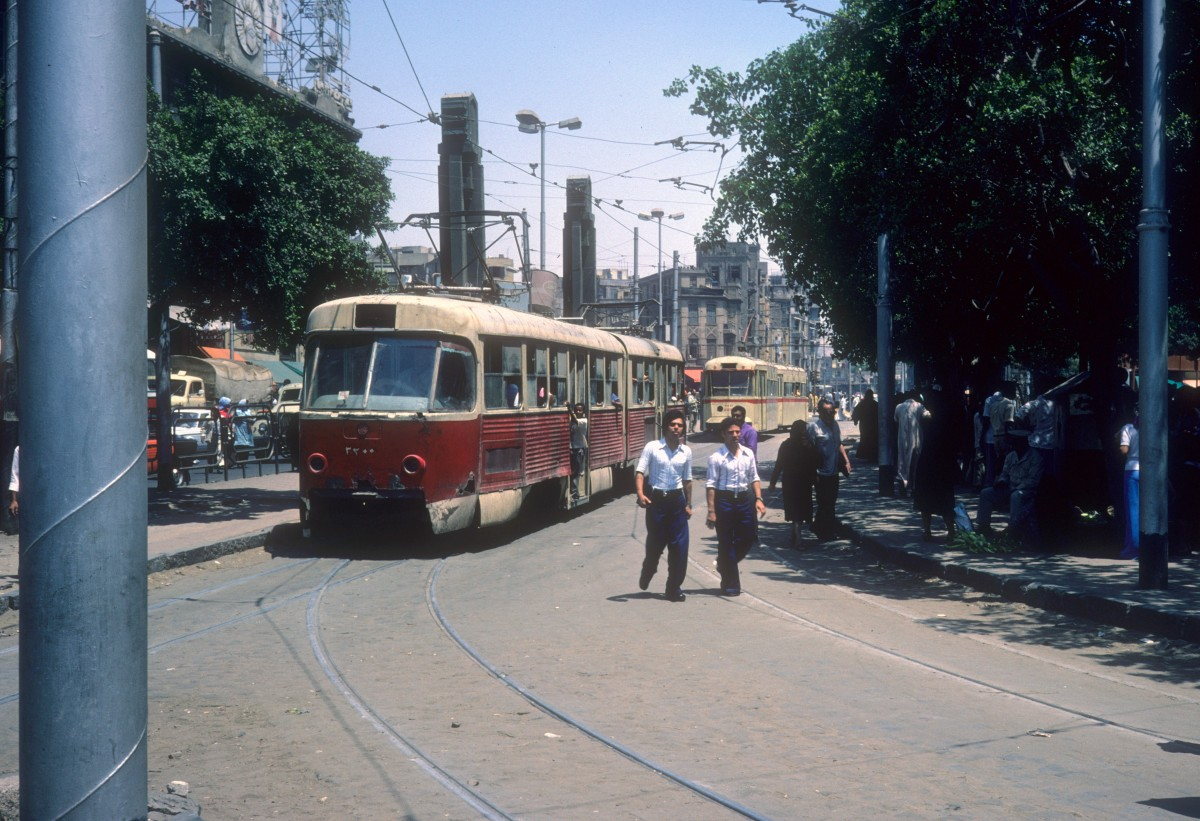
タトラK5
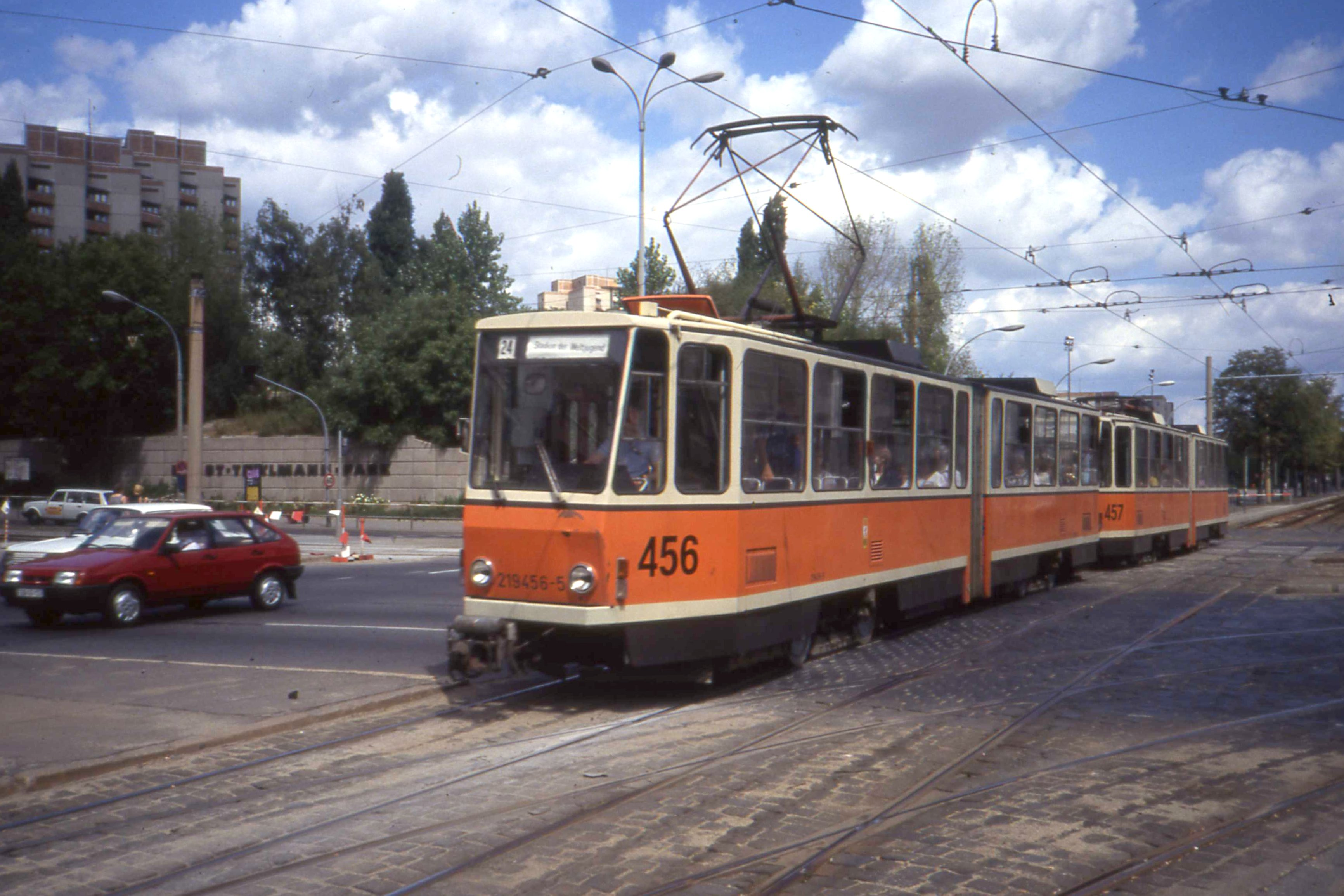
タトラKT4
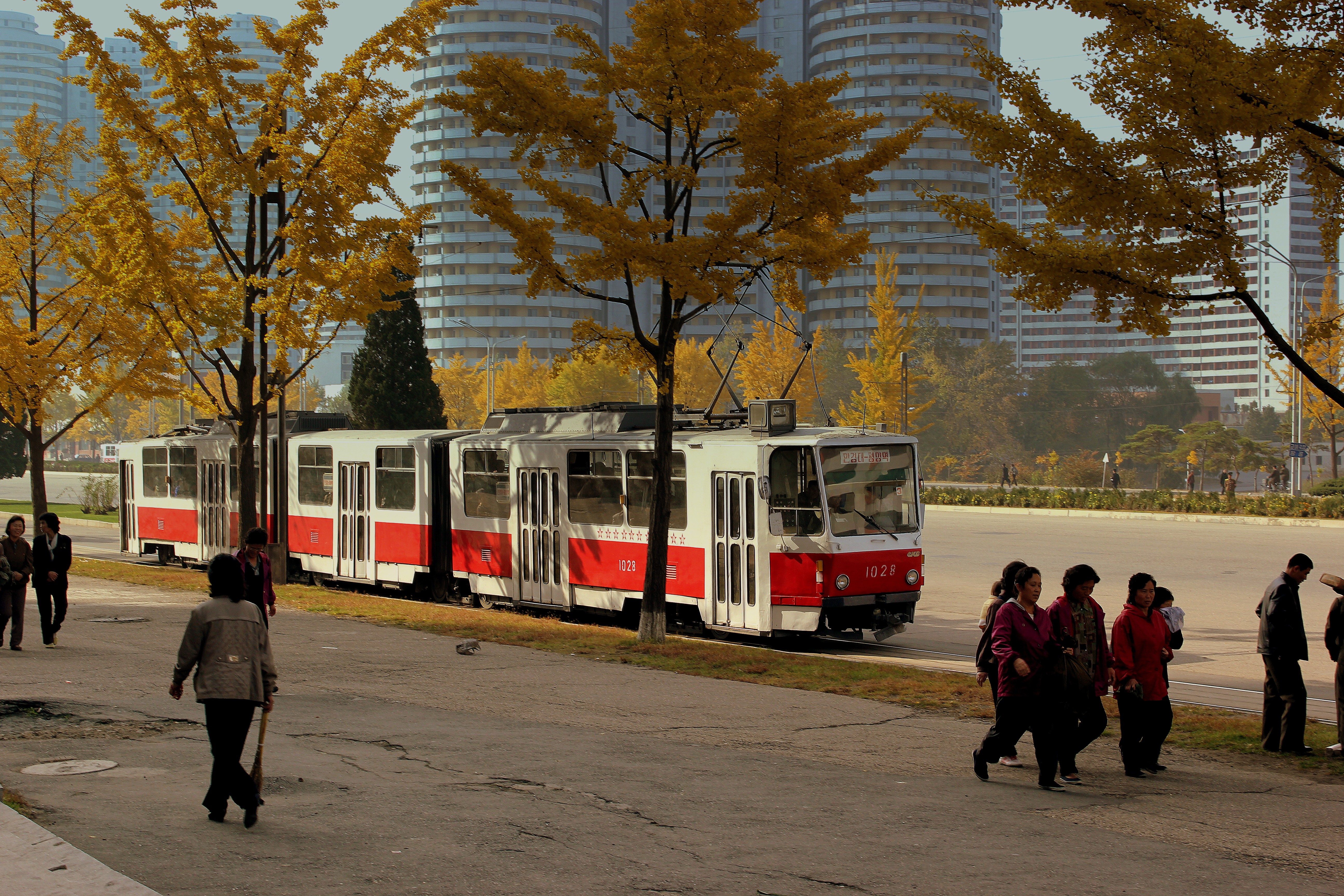
タトラKT8D5
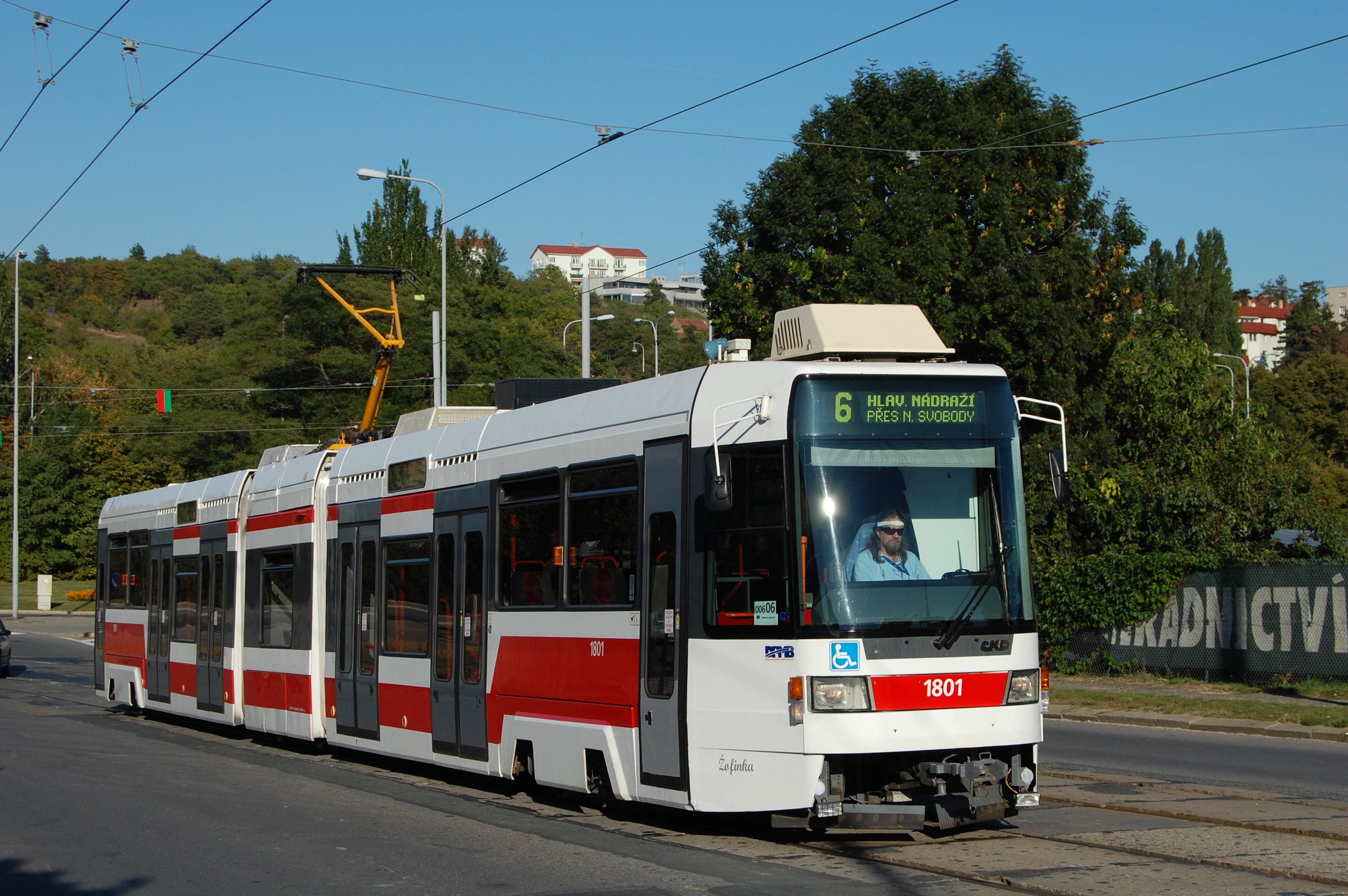
タトラRT6（タトラRT6N1）
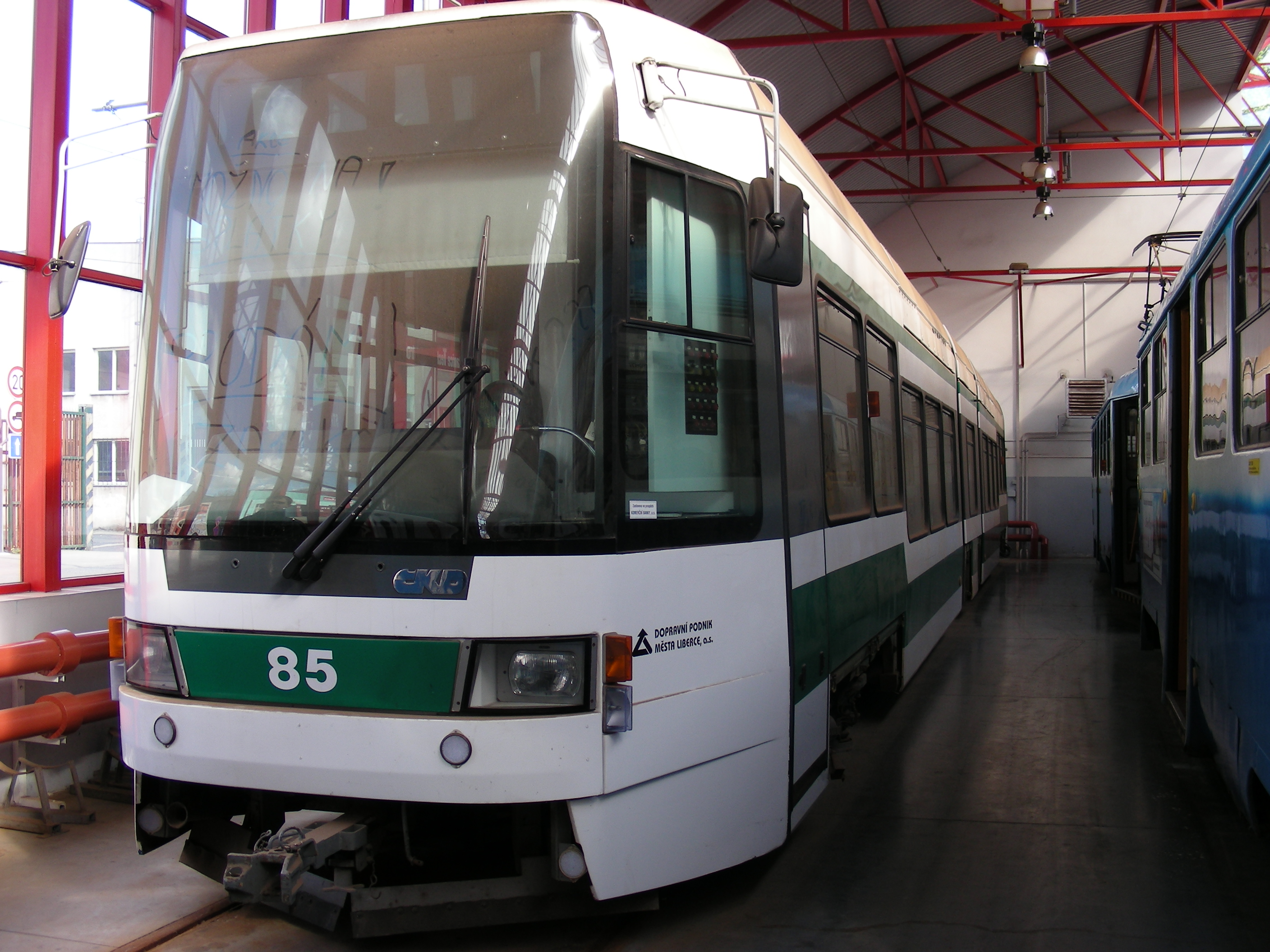
タトラRT6（タトラRT6S）
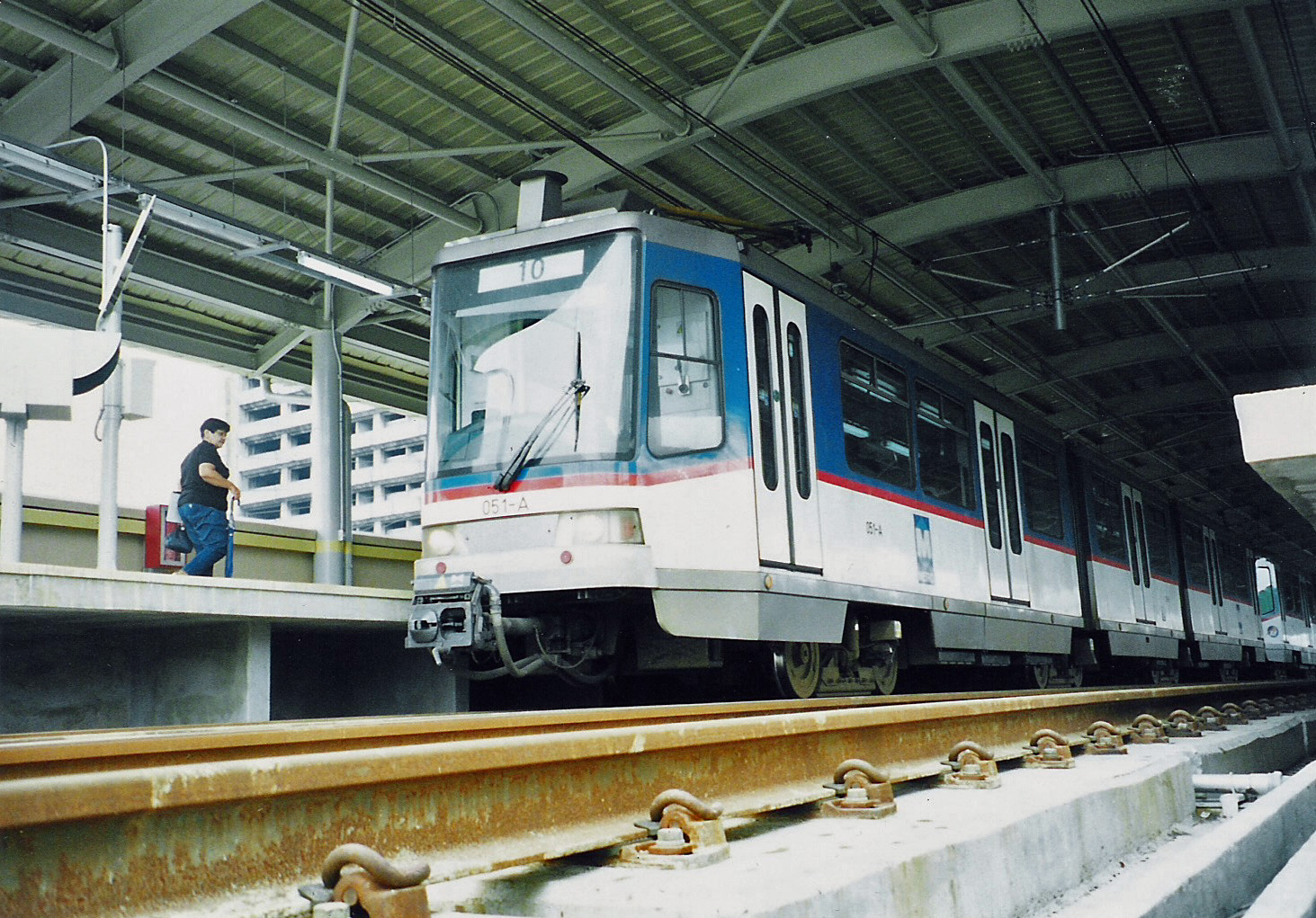
タトラRT8D5

#### その他

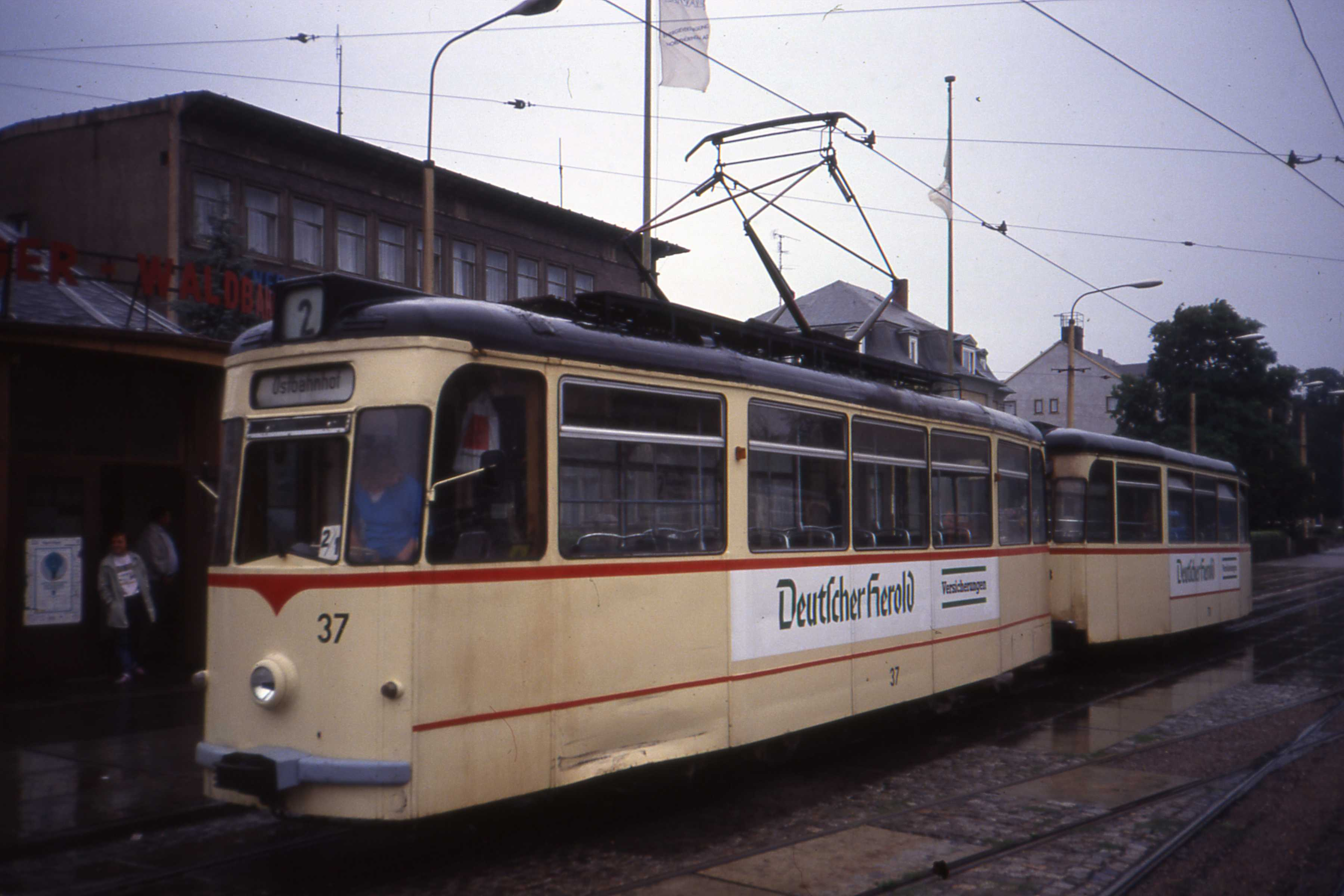
タトラT2D[注釈 2]
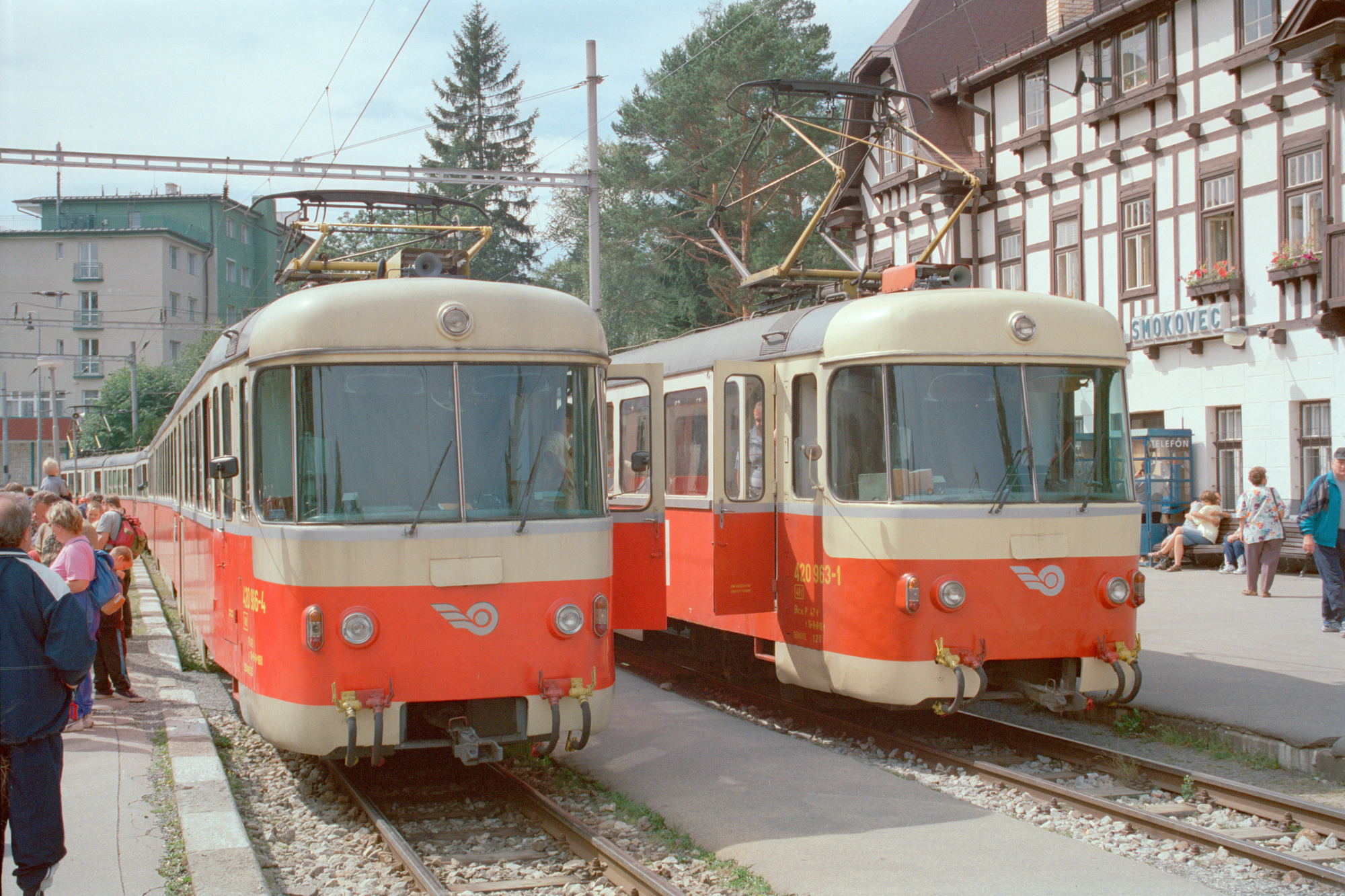
420.95形電車（チェコ語版）
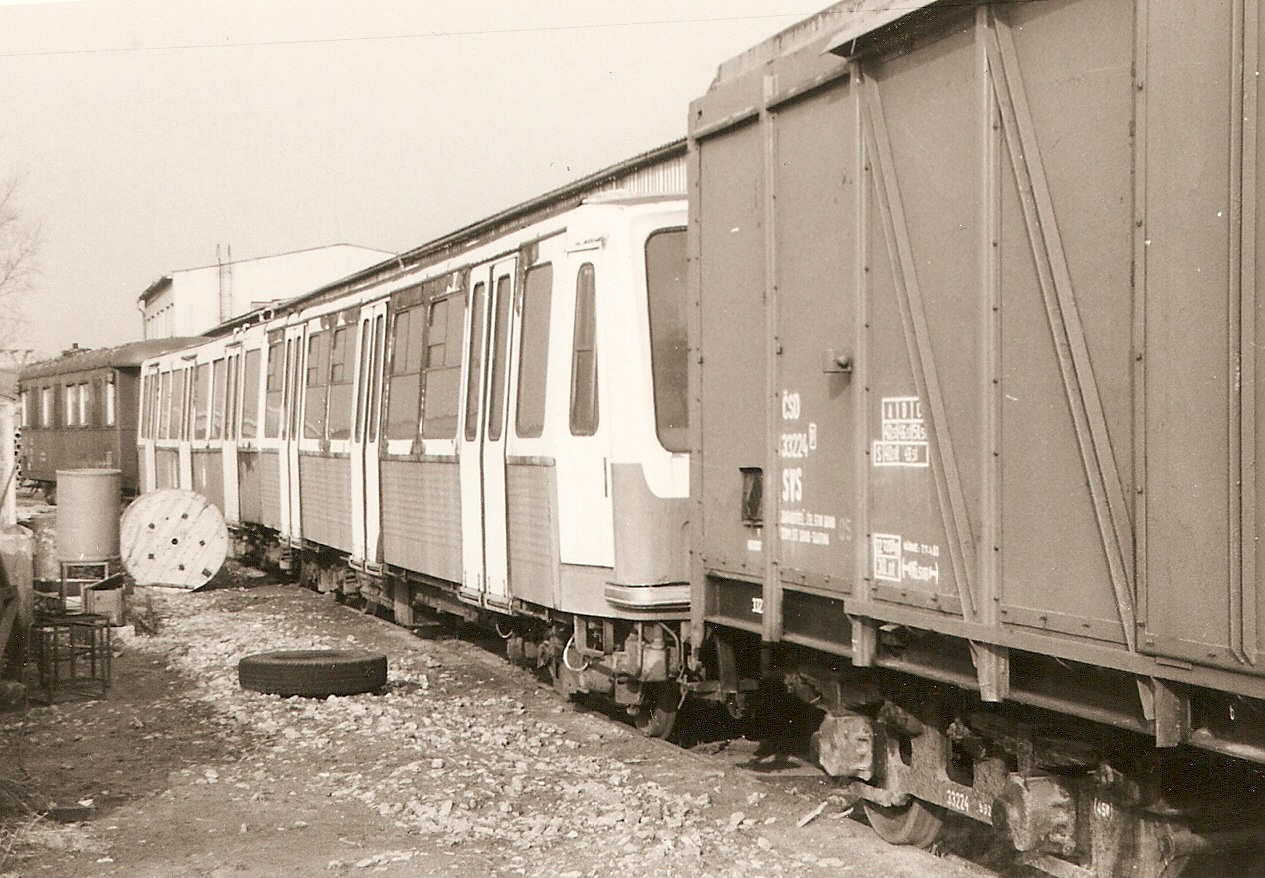
タトラR1
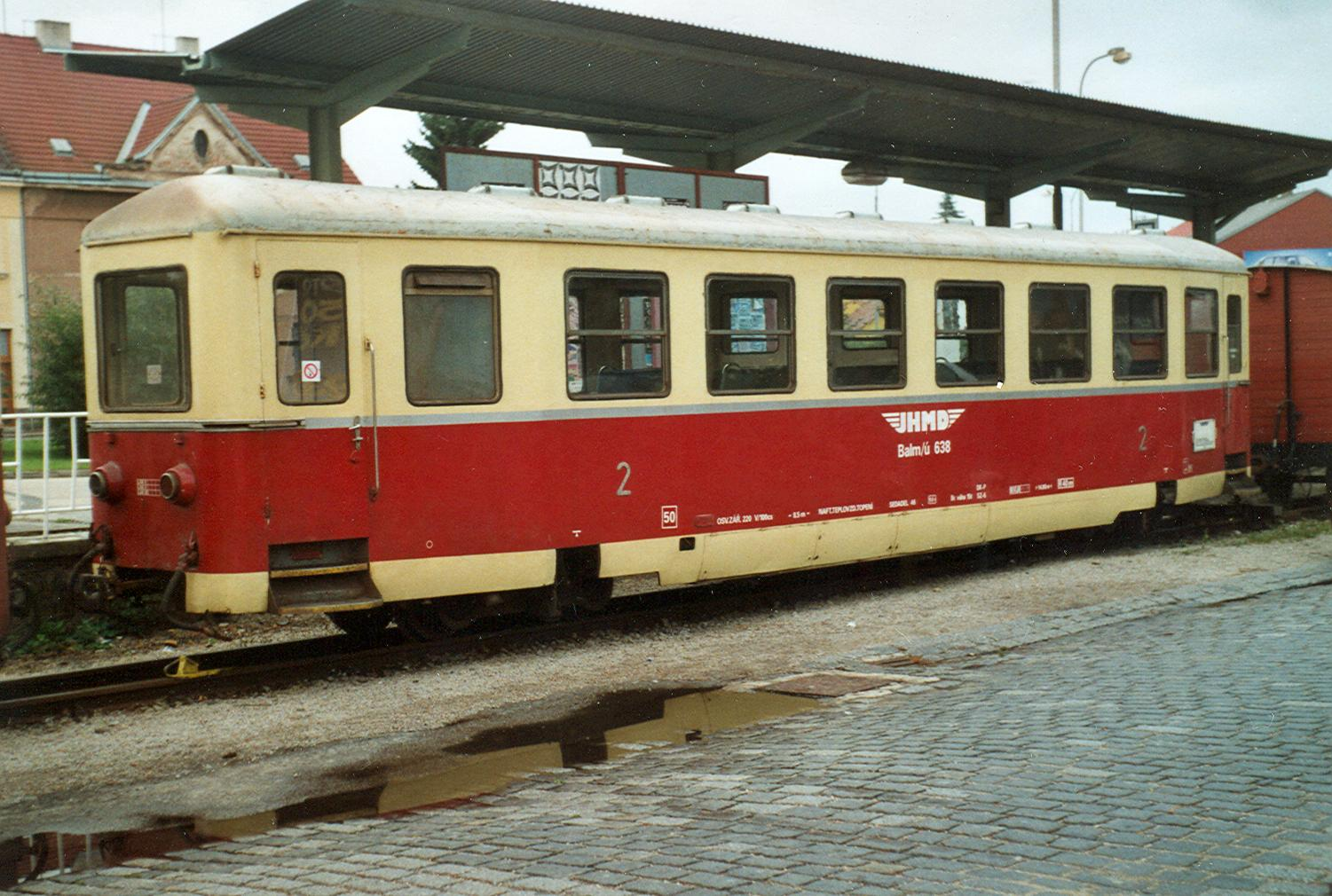
Balm/u形客車
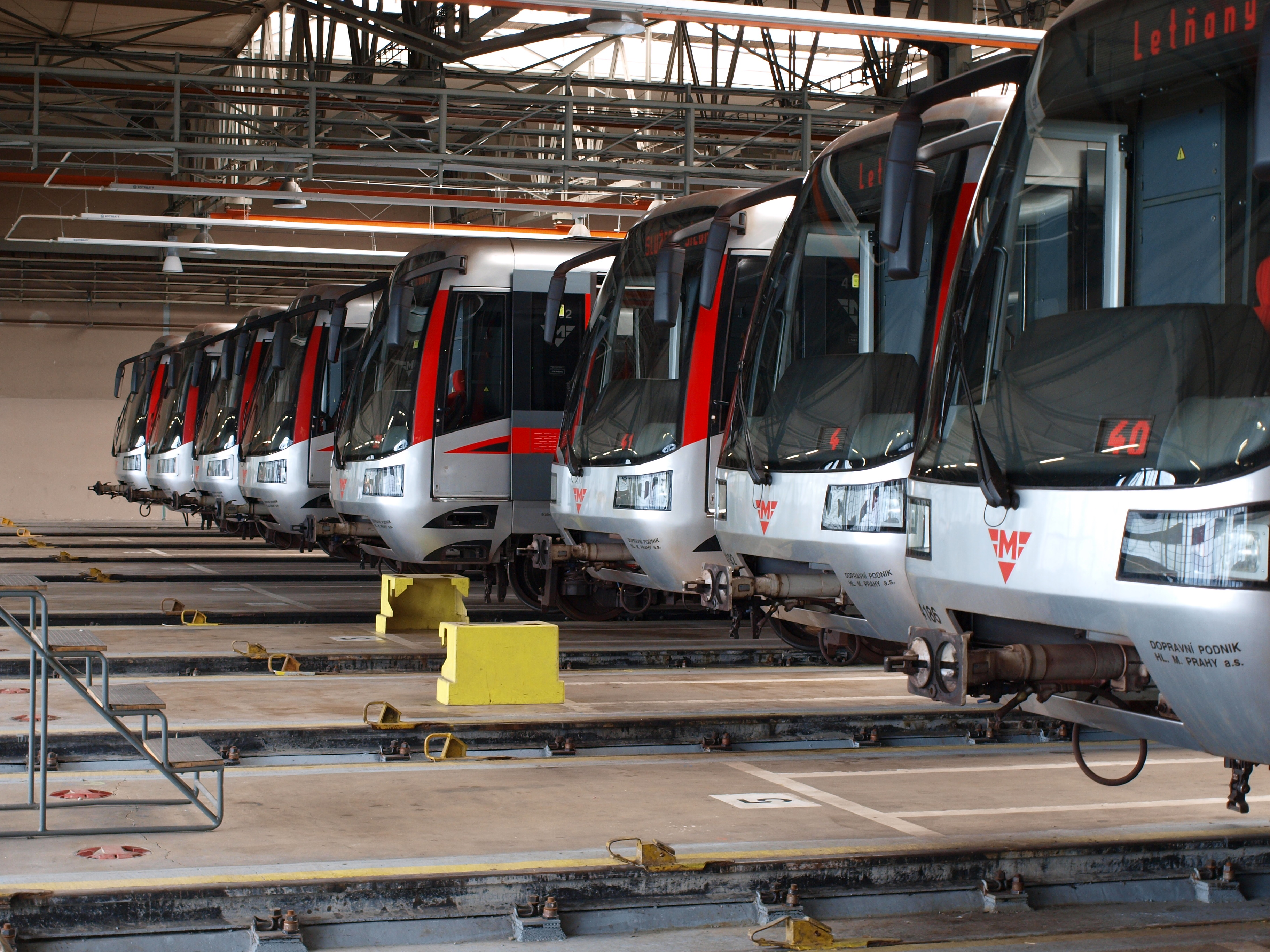
プラハ地下鉄M1形電車（チェコ語版）
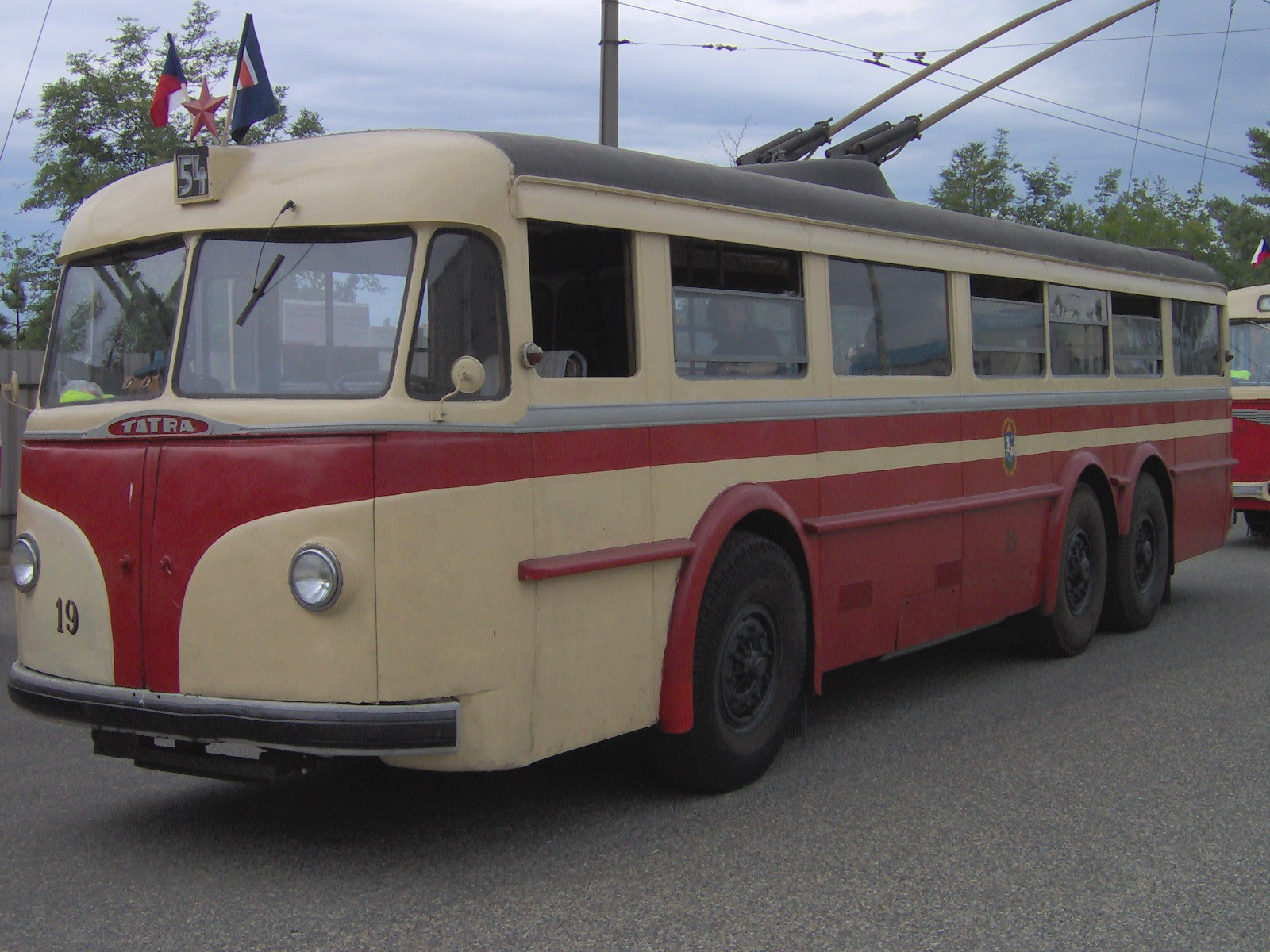
タトラ400トロリーバス

## 関連企業
- タトラ＝ユーク - ウクライナで路面電車車両を手掛ける鉄道車両メーカー。1993年の創設にはČKDタトラが参加しており、当初はタトラカーの同型車両の製造が実施された[27][28]。
- イネコン・トラム - チェコを拠点に路面電車車両を手掛ける鉄道車両メーカー。親会社のイネコン・グループは設立当初の1990年代にČKDタトラを買収する計画を立てており、実現する事は無かったものの、ČKDタトラの経営に不満を持っていた技術者の移籍に伴い路面電車車両の製造事業に参入した経歴を持つ[注釈 3][29][30]。
- コンスタル（ポーランド語版） - ポーランドにかつて存在した鉄道車両メーカー。社会主義時代はポーランドの路面電車車両の製造を独占的に実施しており、ČKDタトラ製のタトラカーを輸入・研究する事で技術を入手し、それを基にした車両を量産していた[31][32]。